# Via Laietana
La Via Laietana és un carrer de Barcelona que comunica l'Eixample amb el port travessant Ciutat Vella. El seu nom està dedicat a la tribu ibèrica dels laietans, antics pobladors de la zona.

## Història

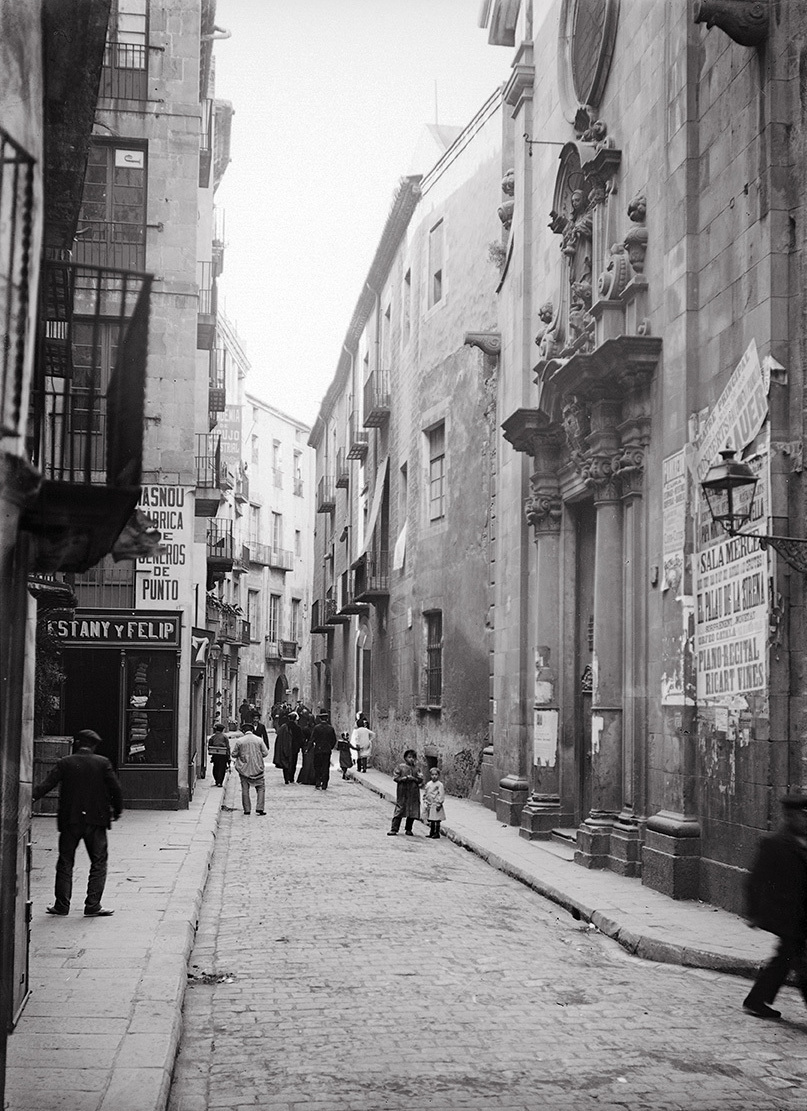
Una altra vista del carrer de la Riera de Sant Joan el 1908, amb l'antiga església de Santa Marta

El seu traçat va aparèixer per primer cop al Pla Cerdà de 1859 com una via d'enllaç directe entre l'Eixample i el port, però no va ser fins a l'aprovació del Pla de Reforma Interior d'Àngel Baixeras el 1899 que es va tornar a impulsar com a «via A».

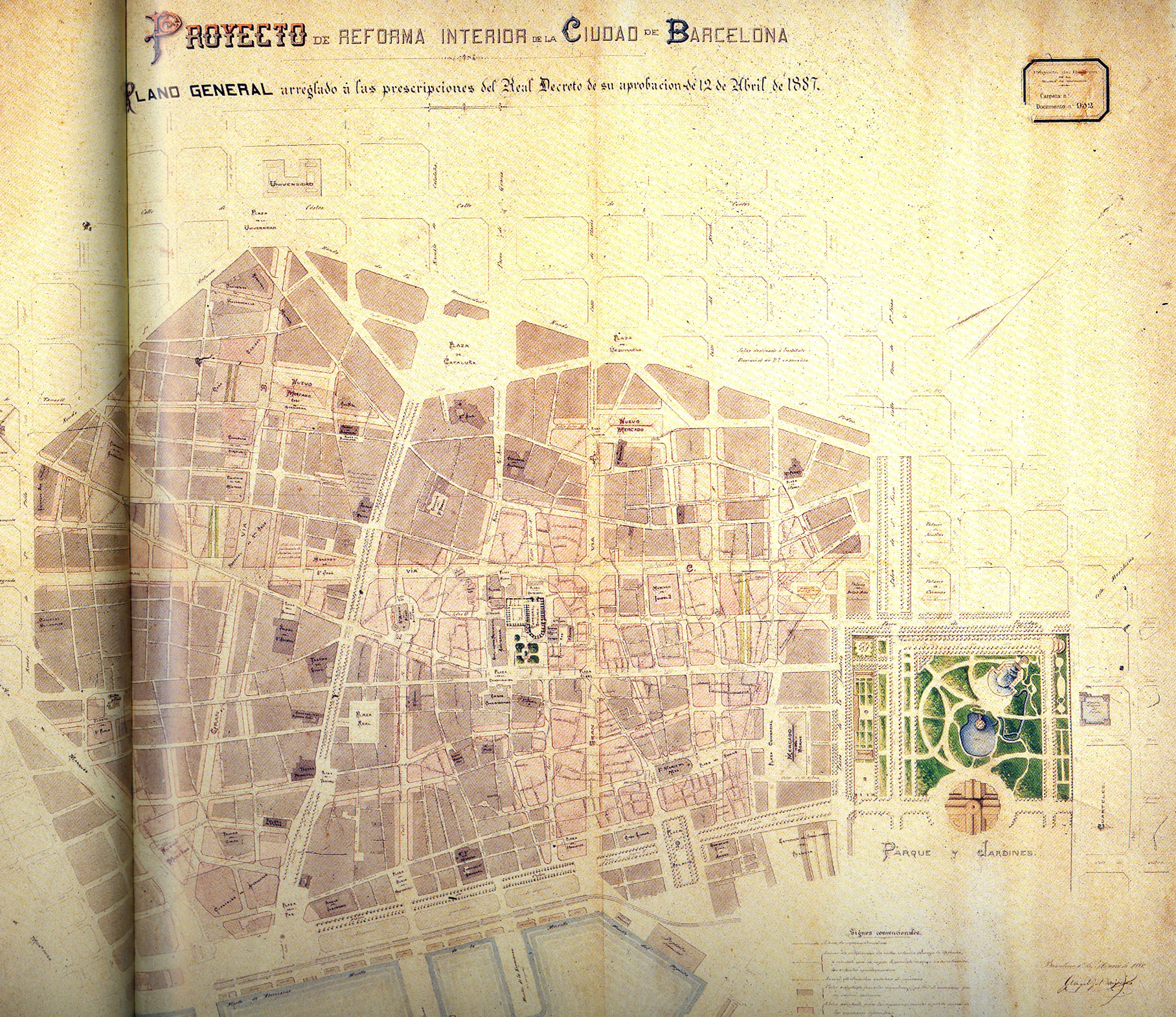
Pla Baixeras de Reforma Interior

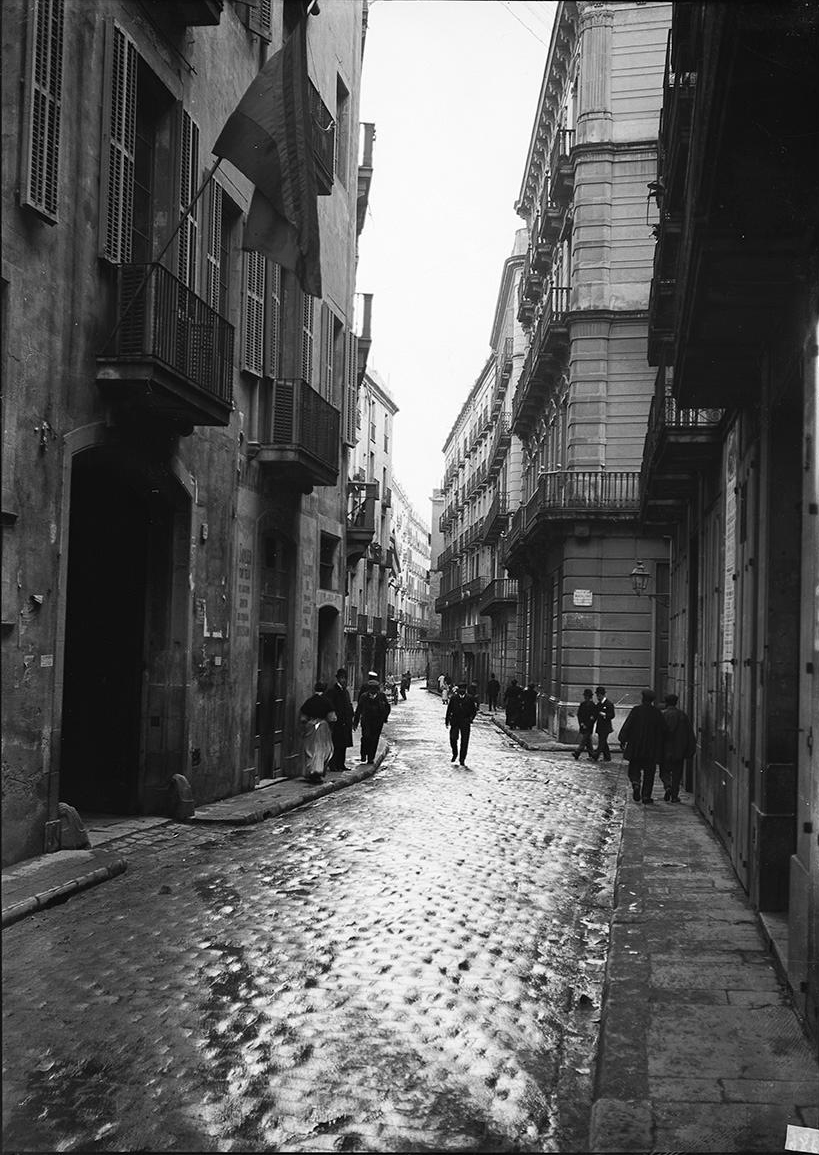
Carrer de la Riera de Sant Joan, una de les vies urbanes que van desaparèixer quan es va obrir la Via Laietana, el 1908. A l'esquerra, la casa-fàbrica Clarós-Serra i a la dreta, la casa de Teresa Vidal-Quadras i Rabassa (actual Prefectura Superior de Policia de Catalunya)

L'entrada política de la Lliga Regionalista de Cambó, la demanda de comunicació de la burgesia instal·lada a l'Eixample i la preocupació per a controlar els avalots dins d'una trama densa de carrers, va fer recuperar el projecte, i el 1907 s'acordà el finançament amb el Banco Hispano Colonial, que seria el beneficiari de les expropiacions. El banc va fer construir el primer edifici de la nova via, obra d'Enric Sagnier, qui també va prendre part activa en el desenvolupament de l'obra com a arquitecte representant del banc.
Les obres («la Reforma», com van ser conegudes popularment) foren inaugurades pel rei Alfons XIII i el president Antoni Maura el 10 de març del 1908 i foren realitzades per Foment d'Obres i Construccions SA.
La construcció es va dividir en tres trams:
- Secció 1a (1908-1909), entre el port i la plaça de l'Àngel, a càrrec de Lluís Domènech i Montaner.
- Secció 2a (1909-1911), entre la plaça de l'Àngel i el carrer de Sant Pere Més Baix, a càrrec de Josep Puig i Cadafalch
- Secció 3a (1911-1913), entre Sant Pere Més Baix i la Plaça d'Urquinaona, a càrrec de Ferran Romeu.[a]

L'enderrocament va suposar obrir una bretxa de 80 m d'amplada i uns 900 de llargada, amb la destrucció de 2.199 cases i molts palaus i convents medievals, i dispersà els veïns; unes 10.000 persones. Hi desaparegueren totalment, entre d'altres, els carrers de la Riera de Sant Joan, de l'Infern, del Sant Crist, de Graciamat, de l'Arc de la Glòria, del Bon Déu, de les Tres Voltes, de les Donzelles, d'en Vidal, de les Filateres i de Basea, la plaça de l'Oli, etc. Foren alterats, entre d'altres, els carrers de Copons, del Misser Ferrer, de Ripoll i de la Tapineria, així com la plaça de l'Àngel (mutilada de tres quarts de l'espai). Fou un cop molt dur per al barri de la Catedral, la resta del qual desapareixeria ja en la postguerra, arran les obres d'obertura de les avingudes de la Catedral i de Francesc Cambó (1940-1958).
Malgrat les protestes dels veïns i d'artistes i personatges com l'arquitecte i conservador Jeroni Martorell, es varen perdre els palaus del Marquès de Monistrol, del Marquès de Sentmenat (del qual Martorell salvà un finestral que faria servir a la restauració de la Cases dels Canonges) o els convents de Sant Sebastià i el de Sant Joan de Jerusalem, que guardava la tomba de Pau Claris.
Alguns, però, es van salvar en ser traslladats a algun altre indret. Aquest és el cas de la Casa Padellàs dels segles xv-xvi, emplaçada al carrer dels Mercaders, a l'alçada d'on hi ha el Foment del Treball, i traslladada el 1931 a l'actual emplaçament a la plaça del Rei, on s'allotja el Museu d'Història de Barcelona. Un altre exemple va ser la façana barroca de l'església de Santa Marta (1737-1747) a la riera de Sant Joan, projectada per Miquel Bover i esculpida per Carles Grau. Domènech i Montaner la va desmuntar i la reconstruí en un dels pavellons de l'Hospital de Sant Pau, que bastia l'any 1911.

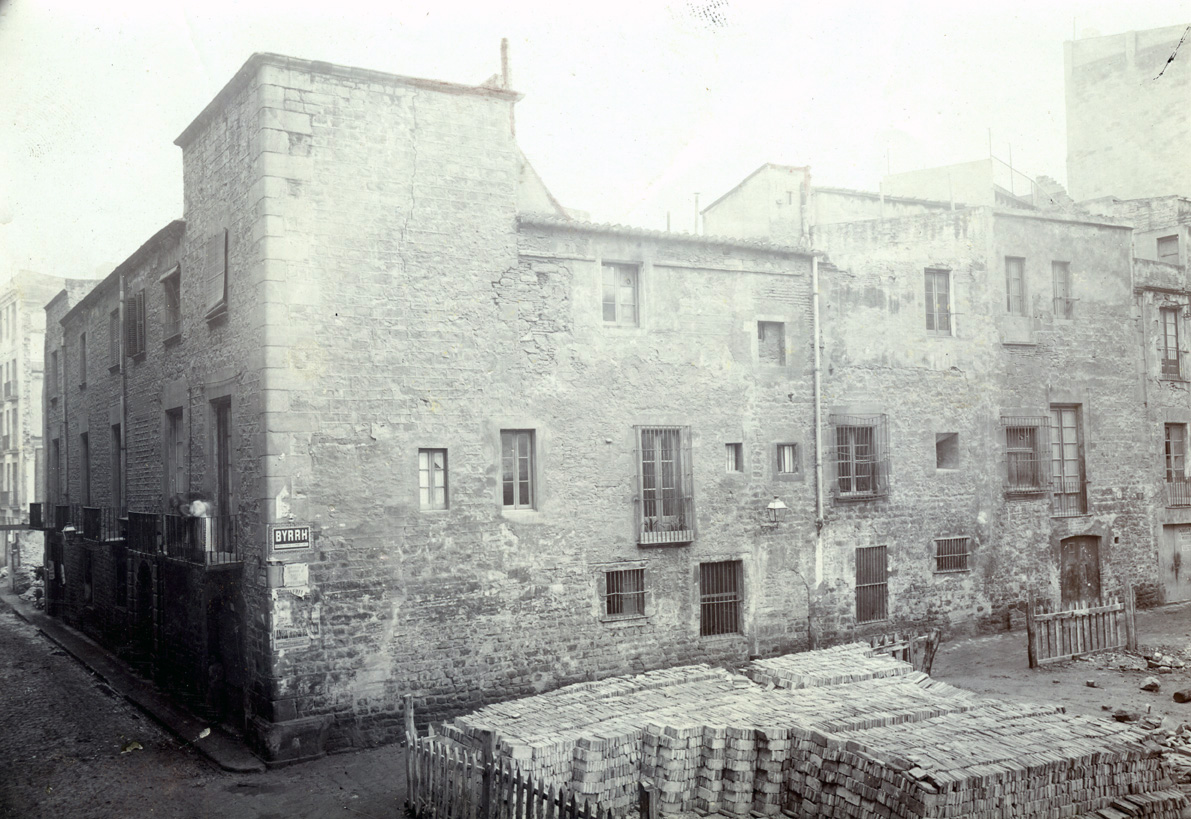
Palau del Marquès de Monistrol el 1911, enderrocat per a l'obertura de la Via Laietana

D'altra banda, l'obra va tenir alguns efectes secundaris positius. L'enderrocament feu visible i valorable el patrimoni arquitectònic de les muralles romanes i els edificis gòtics que envolten la plaça del Rei i arriben fins a la Catedral. Una iniciativa impulsada per l'arquitecte municipal Pere Falqués amb l'oposició dels polítics van ser els túnels de la primera i segona secció, inicialment pensats com a enllaç ferroviari de les línies d'ample ibèric, però que finalment van ser utilitzats per al Gran Metro de Barcelona, inaugurat el 1926.

La nova via, tal com estava previst, va suposar la creació d'una nova imatge de Barcelona. L'estil arquitectònic de l'escola de Chicago va influir en el tipus de construcció, principalment dedicada als edificis oficials i espais d'oficines sovint ocupats per empreses de logística i exportació, que atenien les necessitats dels negocis de la burgesia instal·lada a l'Eixample.

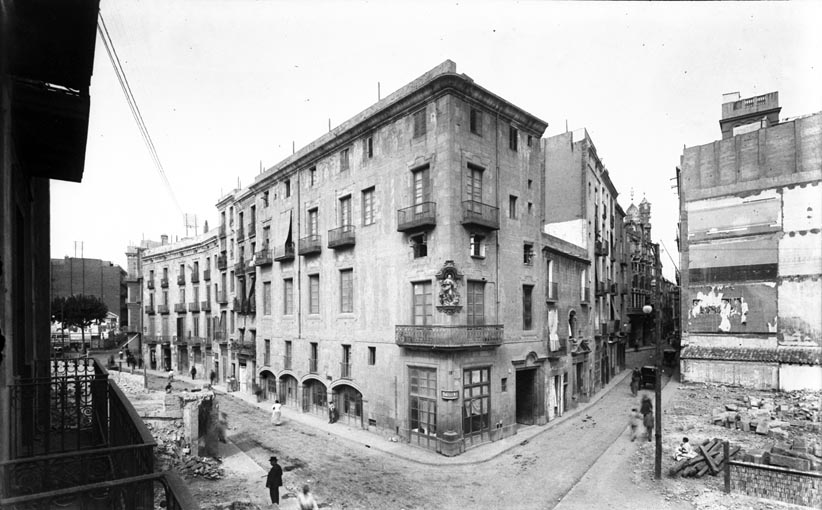
Casa del Gremi de Velers durant l'obertura de la Via Laietana

Durant la Guerra Civil espanyola (1936-1939) s'anomenà Via Durruti en homenatge al dirigent anarquista Buenaventura Durruti, mort al front de Madrid. L'actual carrer de Pau Claris, que en suposa la continuació dins l'Eixample, també portà el nom de Via Laietana fins a la fi del franquisme.

### Intervencions arqueològiques
Durant els darrers anys, s'hi han fet diverses intervencions arqueològiques:
- El 1995, es va documentar al carrer de Jaume I un fragment de la muralla romana d'època fundacional, tallada per les infraestructures de carrer contemporànies. També es va destacar la forta presència de material ceràmic d'època moderna.[5][6]
- El 1997, La intervenció realitzada als carrers d'Argenteria i Manresa destacà la presència d'una necròpolis tardoromana (segles iv-v); també es va localitzar un pou dels segles xiv-xv, així com nombrosos fonaments de murs i restes de pous morts d'època moderna; a més de moltes canalitzacions d'aigua, fet que podria estar relacionat amb la indústria del teixit.[7][6]
- El 2000, la intervenció realitzada a la Via Laietana, 14 (antic Cinema Princesa) va documentar les fonamentacions de l'edifici enderrocat, així com un conjunt d'estructures corresponents a dipòsits i pous dels segles xviii i xix.[8]
- El 2002, a la intervenció arqueològica a la Via Laietana, 22 es van documentar dos murs, un d'ells de cronologia indeterminada i l'altre dels segles xvii-xviii. També es va trobar un paviment de rajoles hidràuliques així com un mur de finals del segle xix o principis del xx.[9][6]
- El 2003, a la intervenció efectuada a la Via Laietana, 49-71 i 55-66, carrers Comtal 31-37 i Magdalenes, 12-14 i 5-7 es van trobar diversos murs dels segles xviii-xix, així com un dipòsit de la mateixa cronologia.[10][6]
- El 2023, durant unes obres de reforma, a la plaça d'Antoni Maura es van trobar set tombes d'època tardorromana (segles iv-v), i dues d'època visigoda (segles vi-vii, amb restes òssies d'almenys tres adults.[11]

## Edificis d'interès
- 1 - Edifici de Correus i Telègrafs (1926-1927), de Josep Goday Casals i Jaume Torres i Grau.
- 2 - Edifici de la Companyia Transmediterrània (1921), de Juli Maria Fossas i Martínez.
- 3 - Edifici del Banc Hispano Colonial (1911), d'Enric Sagnier i Villavecchia.
- 6 - Edifici de la Companyia Espanyola d'Assegurances (1926-1928), d'Antoni Puig i Gairalt.
- 8 - Edifici de la Companyia Arrendatària de Tabacs (1923), de Francesc Guàrdia i Vial.
- 11 bis - Grup Escolar Baixeras (1918-1922), de Josep Goday i Casals
- 12 - Casa Felip Colldefors (1920), de Ramon Puig i Gairalt.
- 15 - Casa Rafael Pomés (1919), de Rafael Duran i Ventosa.
- 16-18 - Edifici de Caixa Mútua Popular (1925), de Josep Domènech i Mansana, actual seu de CCOO de Catalunya.
- 17 - Casa Santana i Soler (1921), d'Albert Juan i Torner. Constitueix una rèplica dels magatzems Walker de Chicago, obra de Louis Henri Sullivan de 1888.
- 19-23 - Cases Tomàs Recolons (1918), d'Enric Sagnier.
- 22 - Edifici de la Cambra de la Propietat Urbana (1923), de Francesc Ferriol i Carreras.
- 25 - Casa Xavier Calicó (1928), de Josep Domènech i Mansana.
- 26 - Casa Bartomeu Trias (1931), de Francesc Guàrdia i Vial.
- 28 - Edifici de la Immobiliària Catalana (1925), d'Adolf Florensa i Ferrer.
- 29 - Casa Valentí Soler (1926), de Joan Baptista Serra.
- 30 - Casa Cambó (1923), d'Adolf Florensa i Ferrer. Antiga residència i oficines de les empreses de Francesc Cambó.
- 31 - Casal del Metge (1932), d'Adolf Florensa i Ferrer.
- 32 - Seu del Foment del Treball Nacional (1934-1936), d'Adolf Florensa i Ferrer.
- 33 - Edifici Hispania-Zurich (1955), de Josep Pellicer i Gambús.
- 35 - Edifici Caixa Catalunya (1931), de José Yárnoz Larrosa i Luis Menéndez Pidal Álvarez. Originalment fou la seu del Banco de España i des del 1955 la de Caixa Catalunya des fins a la seva dissolució.
- 36 - Casa Julià Marcilla (1936), de Josep Boada i Barba.
- 37 - Casa Lluís Guarro (1922), de Josep Puig i Cadafalch.
- 38-42 - Cases Marcel·lí Girona (1884), d'Antoni Rovira i Rabassa.
- 39 - Edifici del Col·legi d'Enginyers Industrials (1922), d'Antoni Maria de Ferrater i Bofill.
- 41 - Casa Aleix Vidal-Quadras i Ramon (1878), d'Elies Rogent i Amat.
- 43 - Prefectura Superior de Policia de Catalunya (1878), de Jeroni Granell i Mundet. Originalment fou la residència de Teresa Vidal-Quadras i Rabassa.
- 44 - Casa Carles Ramon (1932), d'Antoni Millàs i Figuerola.
- 45 - Casa Artur Suqué (1927), d'Adolf Florensa i Ferrer.
- 46-48 - Cases Francesc Moragas (1925-1926), d'Enric Sagnier.
- 47 - Casa Heribert Salas (1924), de Juli Marial i Tey.
- 49 - Casa Salas-Bulbena (1926), de Joan A. Roig, actual Hotel Ohla.
- 50 - Casa del Gremi de Velers (1758-1763), de Joan Garrido i Bertran. Ampliat (1930-1932) per Jeroni Martorell.
- 53 - Palau del Cinema, antiga sala de cinema propietat del Grup Balañà.
- s/n - Casal de la Previsió (1920), d'Enric Sagnier. Edifici d'estil neogòtic.
- 56 - Casal de l'Estalvi (1917), d'Enric Sagnier. Edifici d'estil neogòtic, ampliat al núm. 58 (1985) per Francesc Mitjans i Miró.
- 66 - Casa Antoni Batlle (1881), d'Antoni Serra i Pujals. És la seu de les escoles de música vinculades al Conservatori de Música del Liceu.

## Galeria

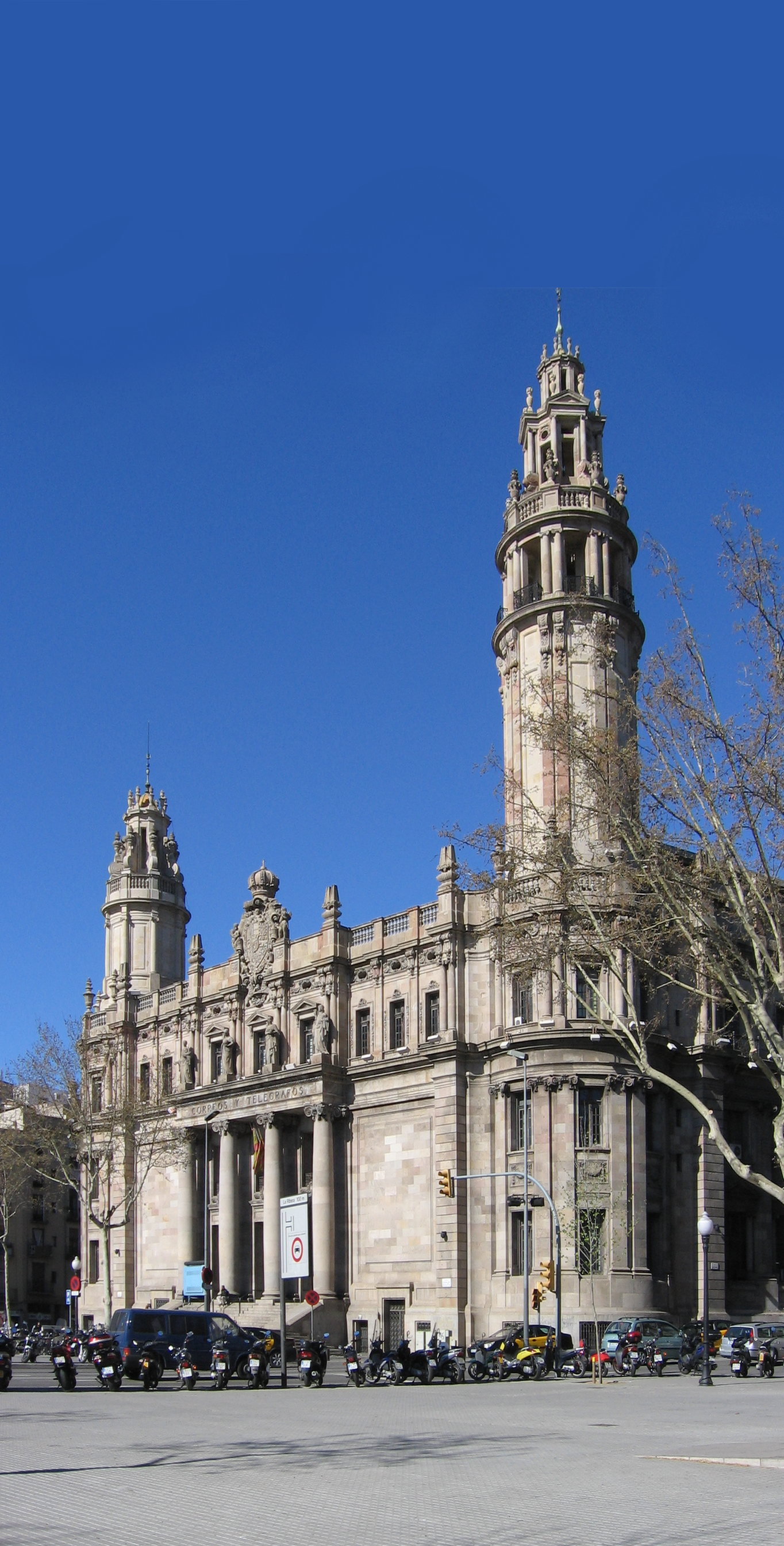
Correus i Telègrafs (núm. 1)
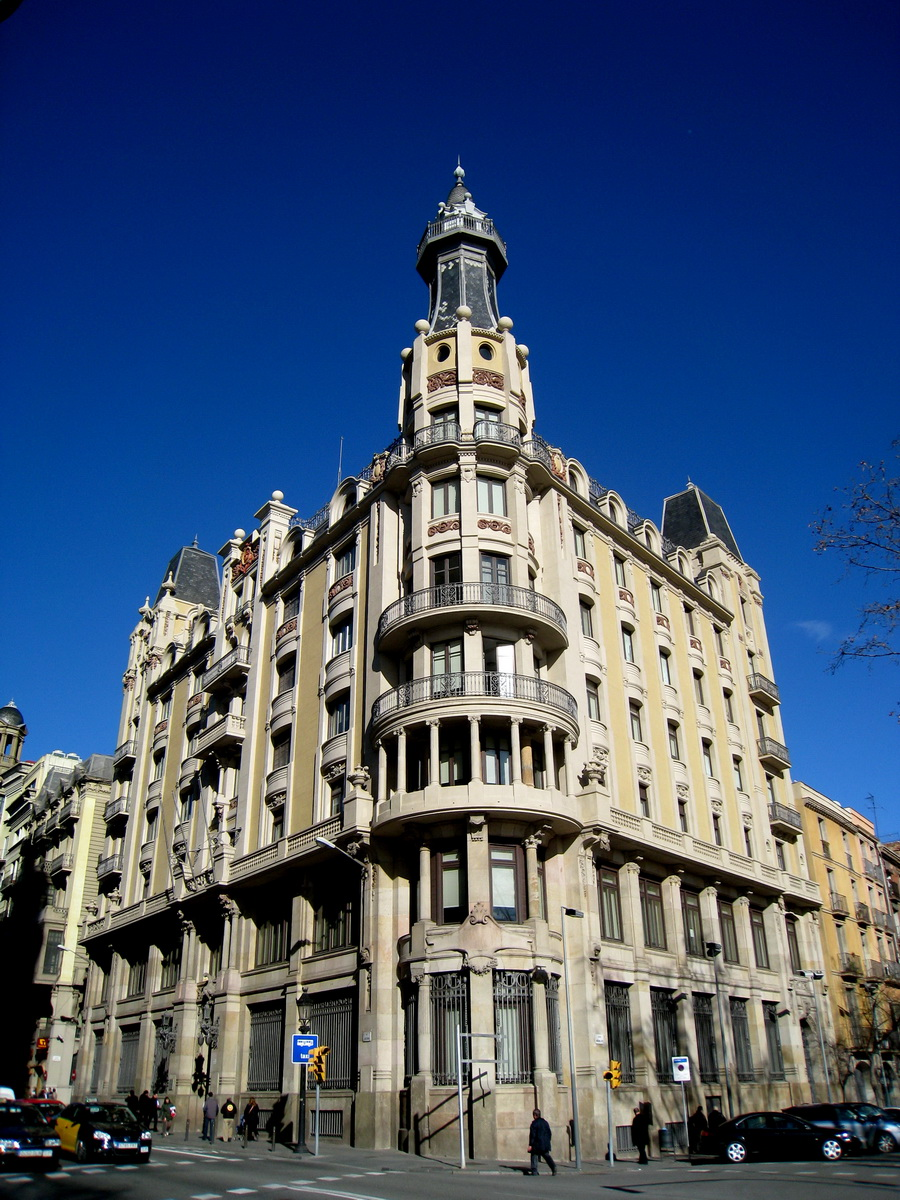
Companyia Transmediterrània (núm. 2)
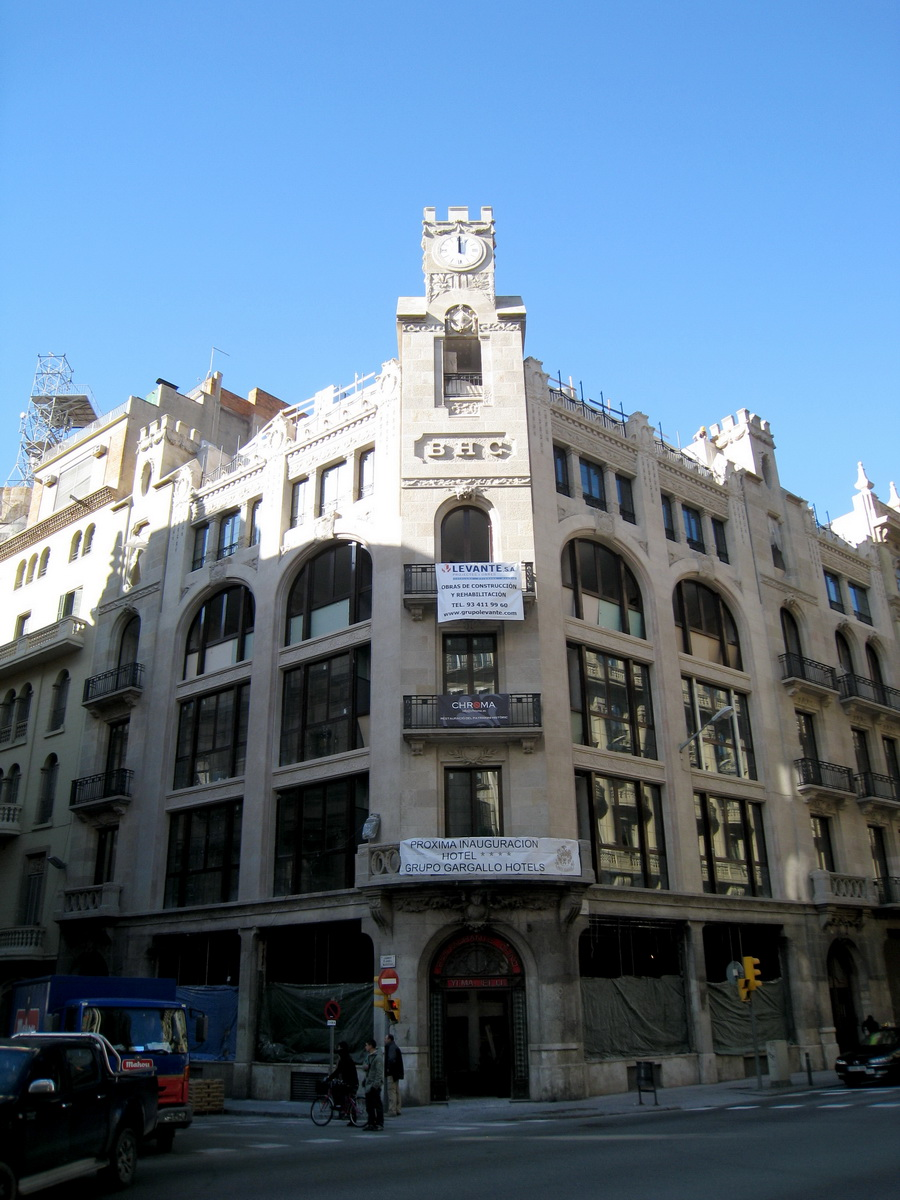
Banco Hispano Colonial (núm. 3)
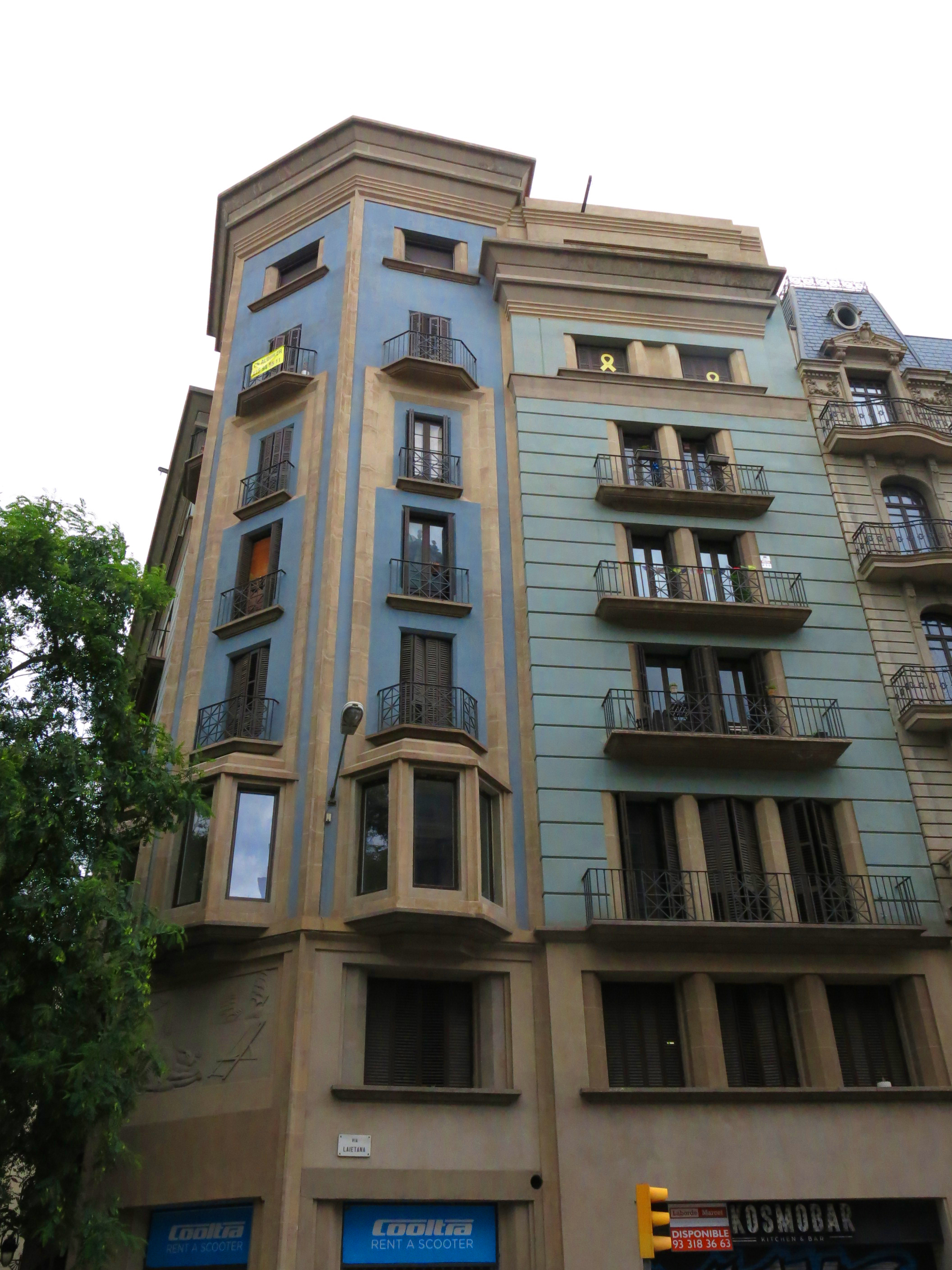
Companyia Espanyola d'Assegurances (núm. 6)
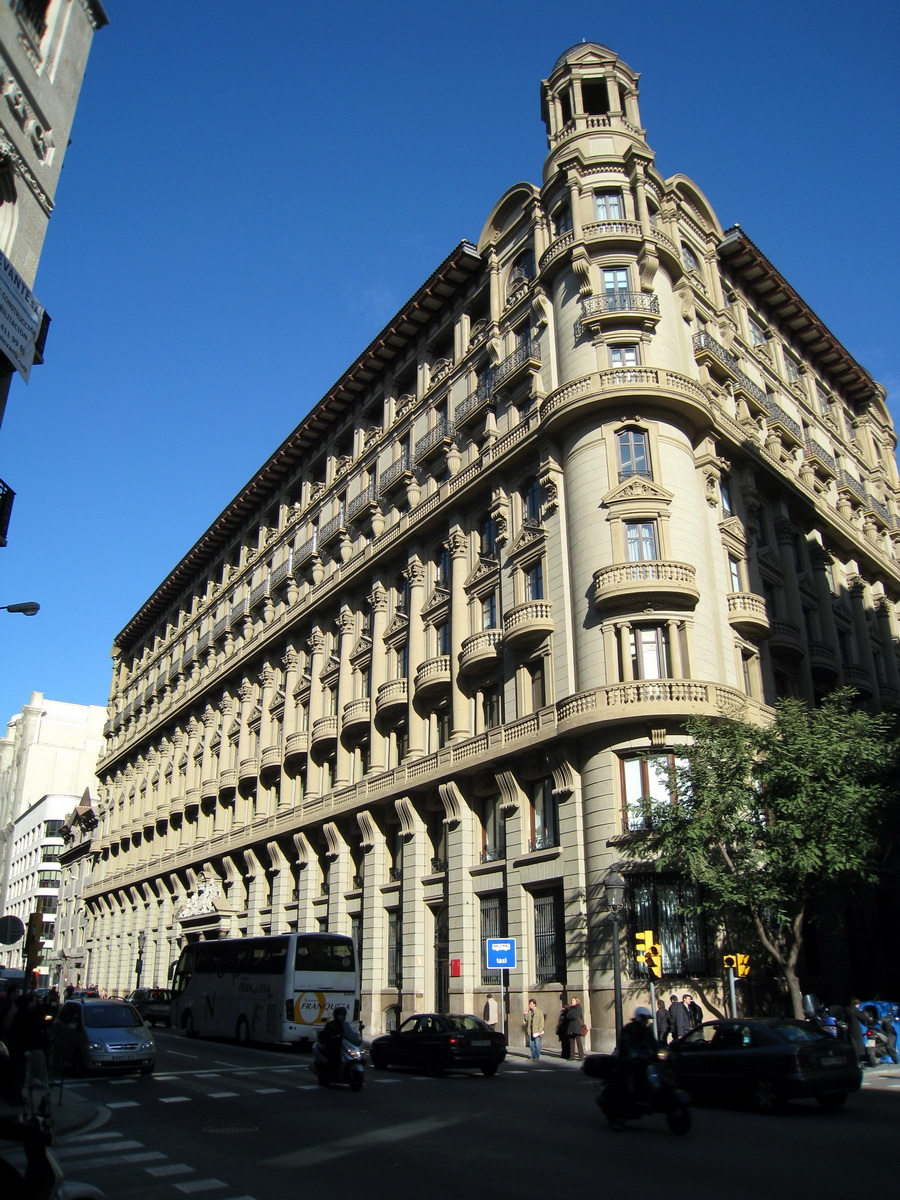
Companyia Arrendatària de Tabacs (núm. 8)
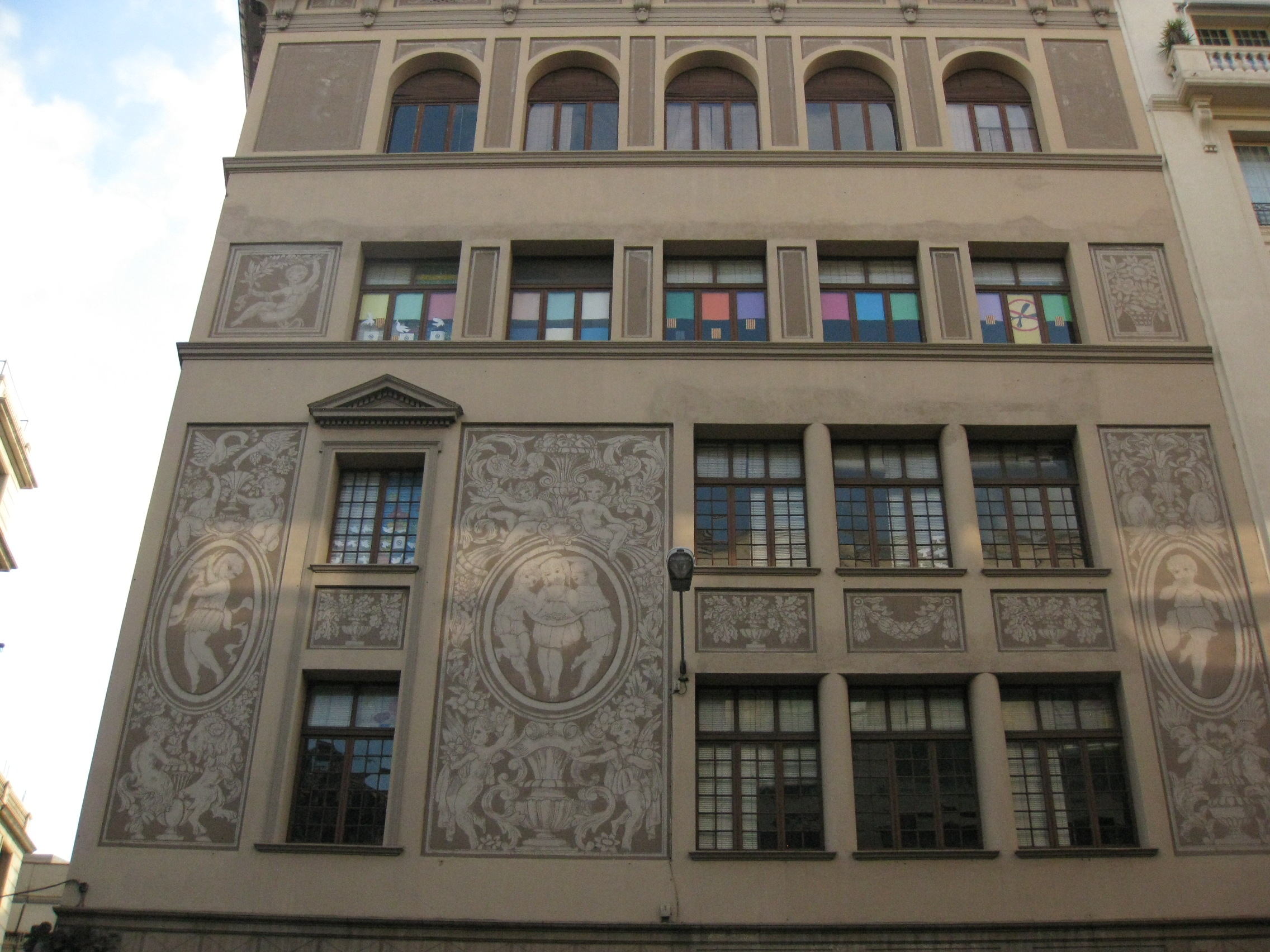
Grup Escolar Baixeras (núm. 11 bis)
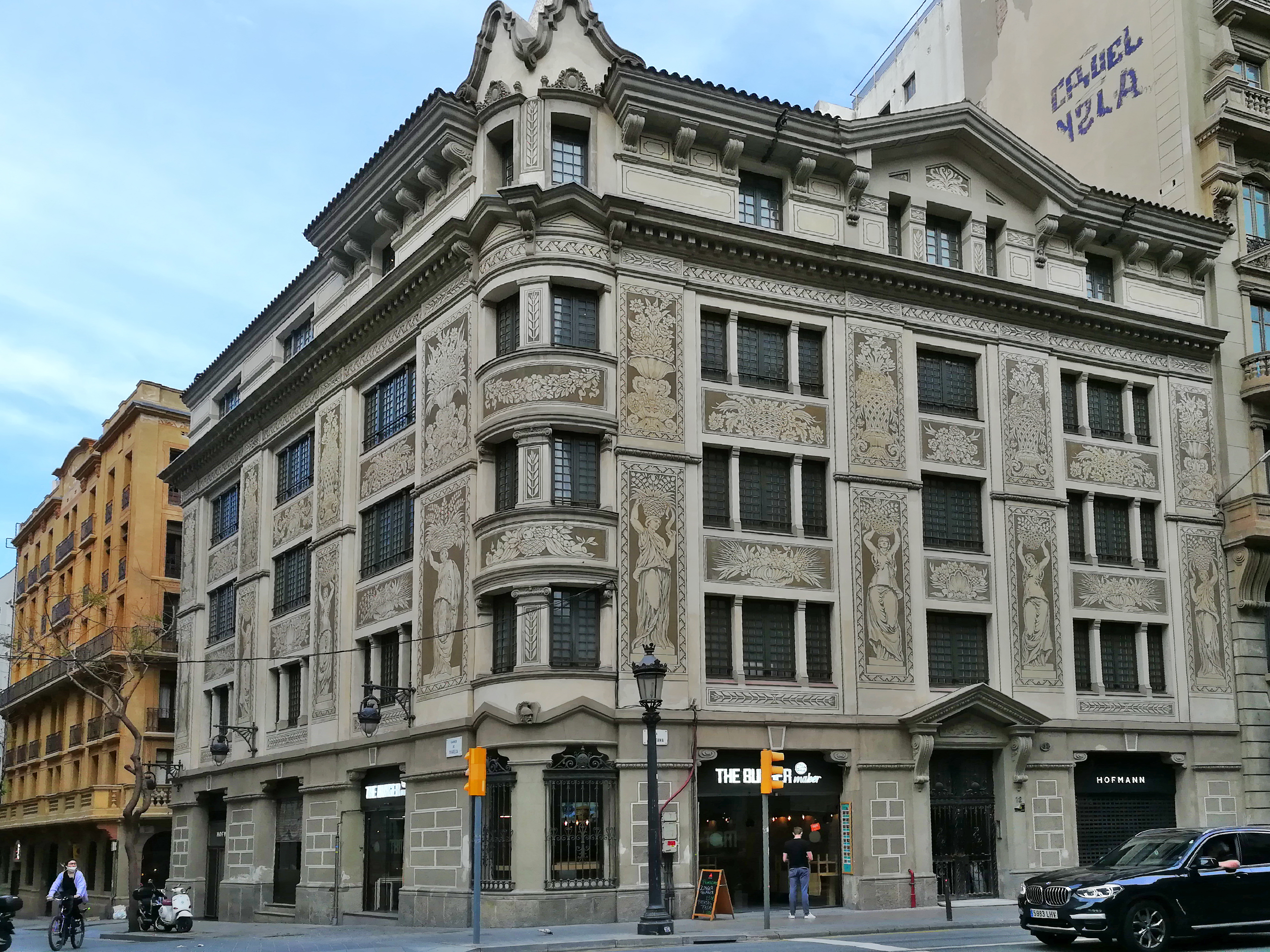
Casa Felip Colldefors (núm. 12)
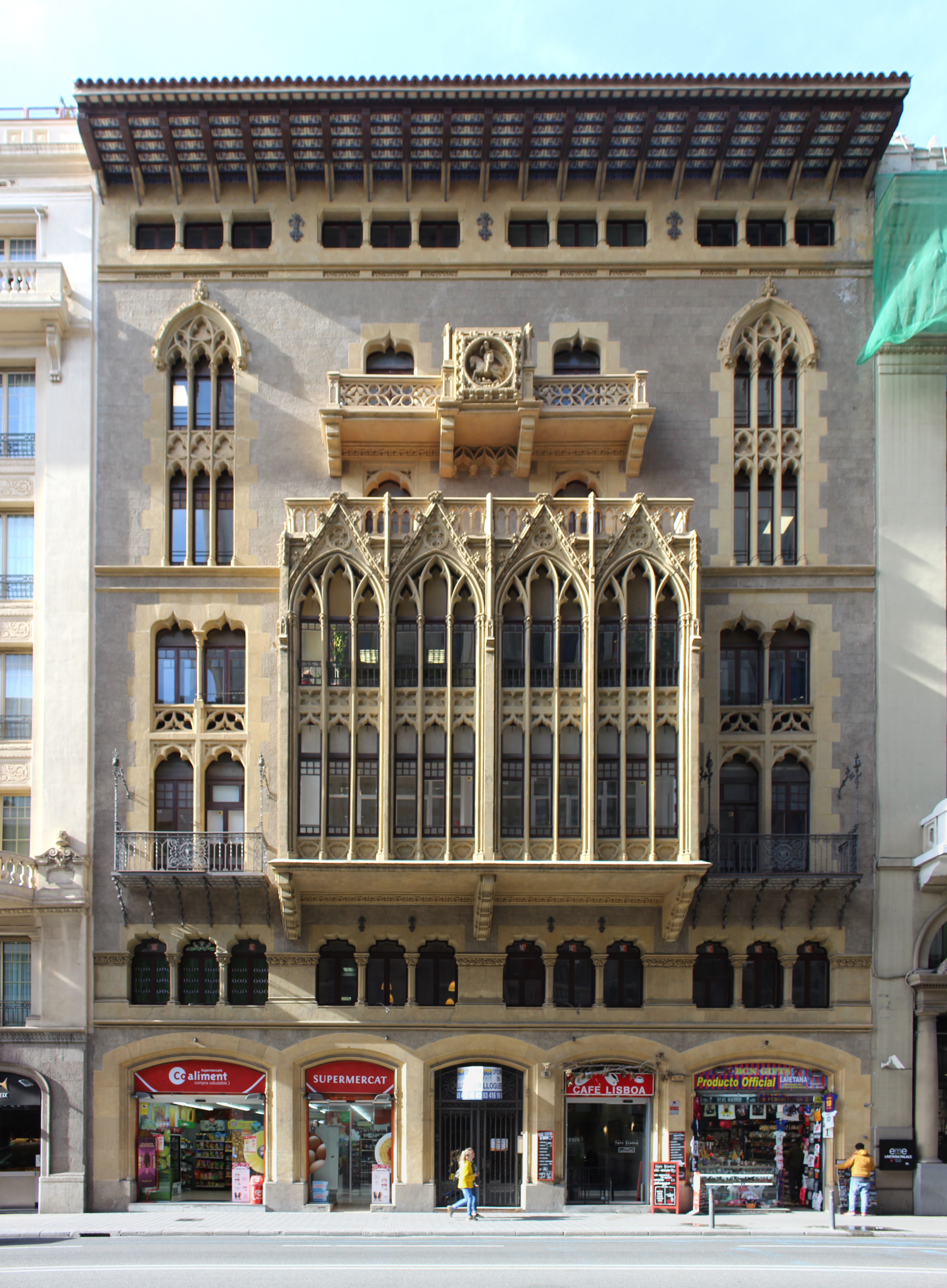
Casa Rafael Pomés (núm. 15)
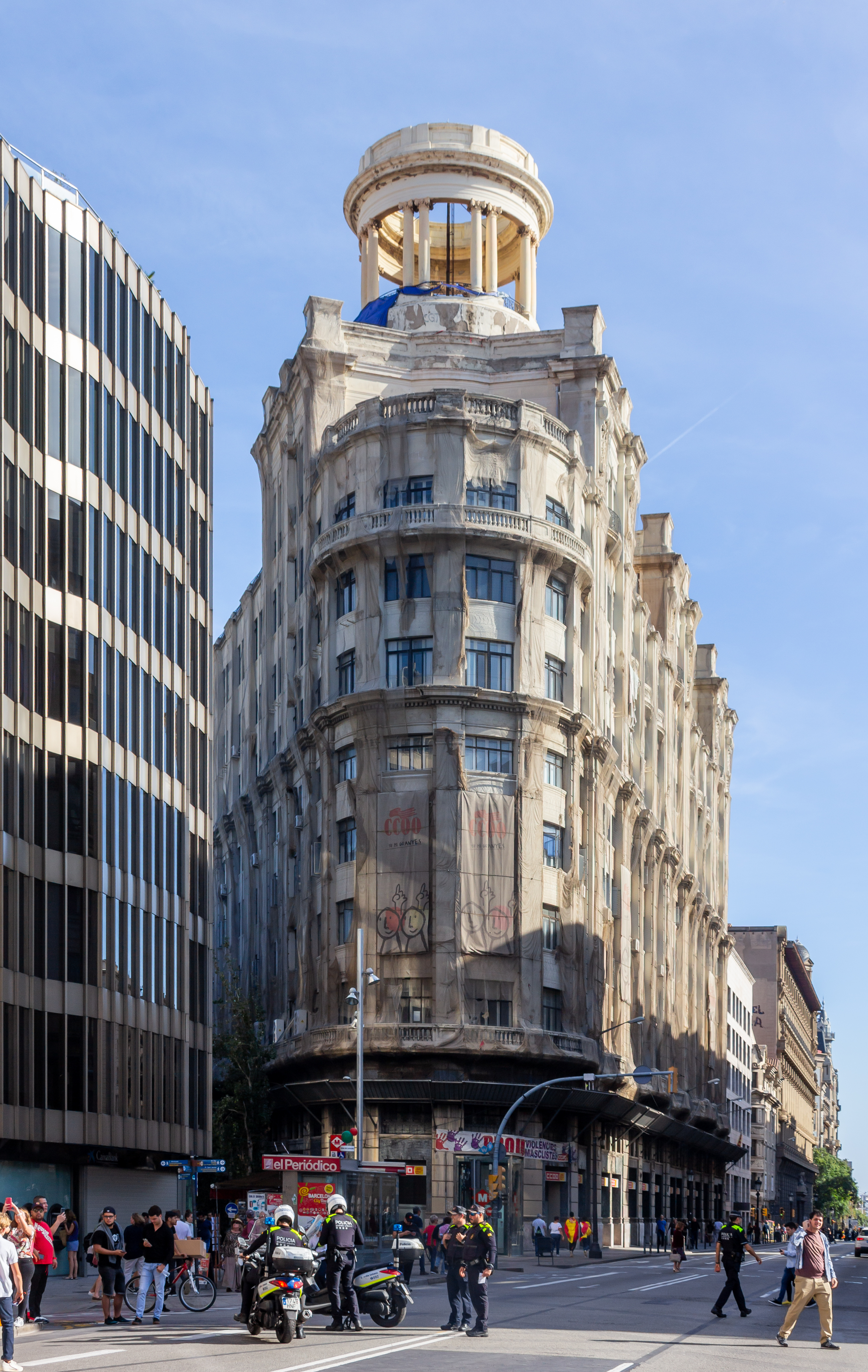
Edifici de sindicats (núms. 16-18)
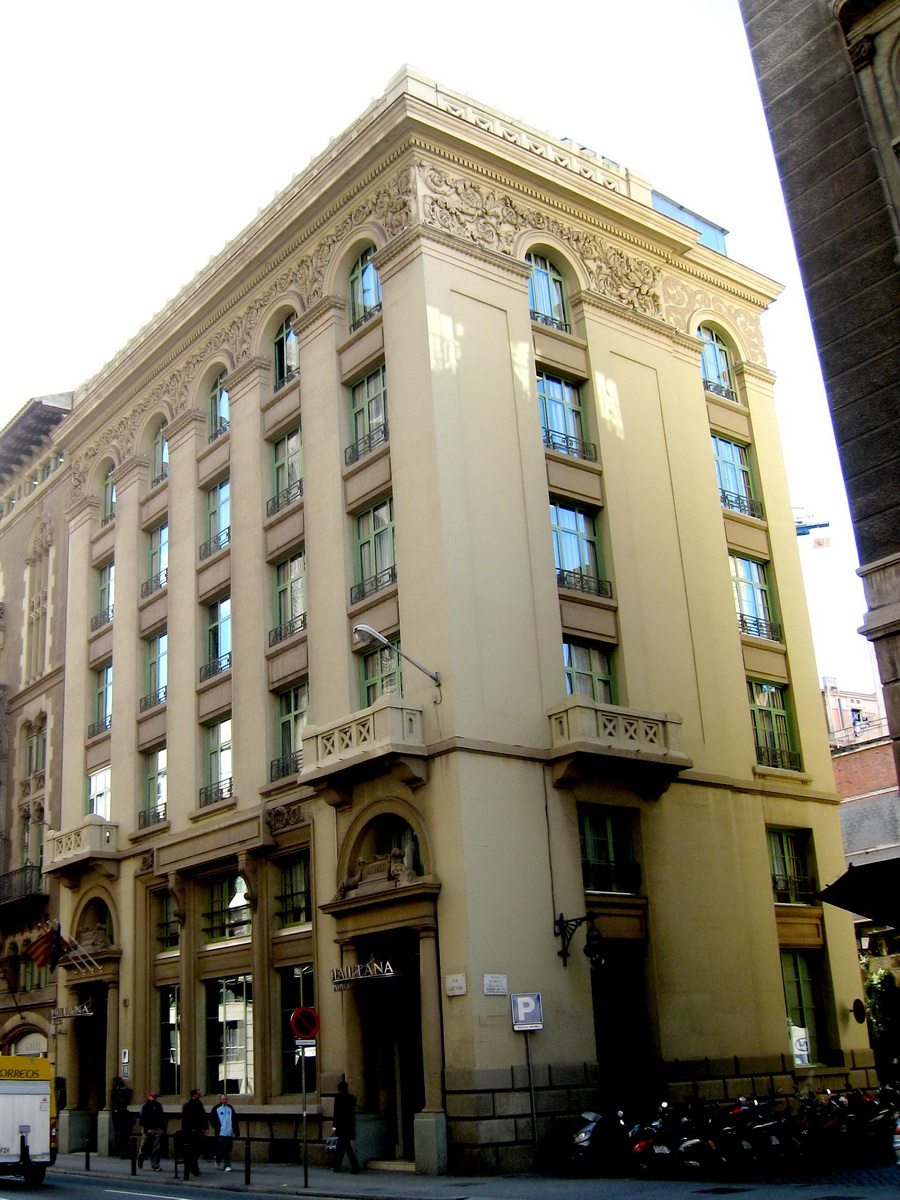
Casa Santana i Soler (núm. 17)
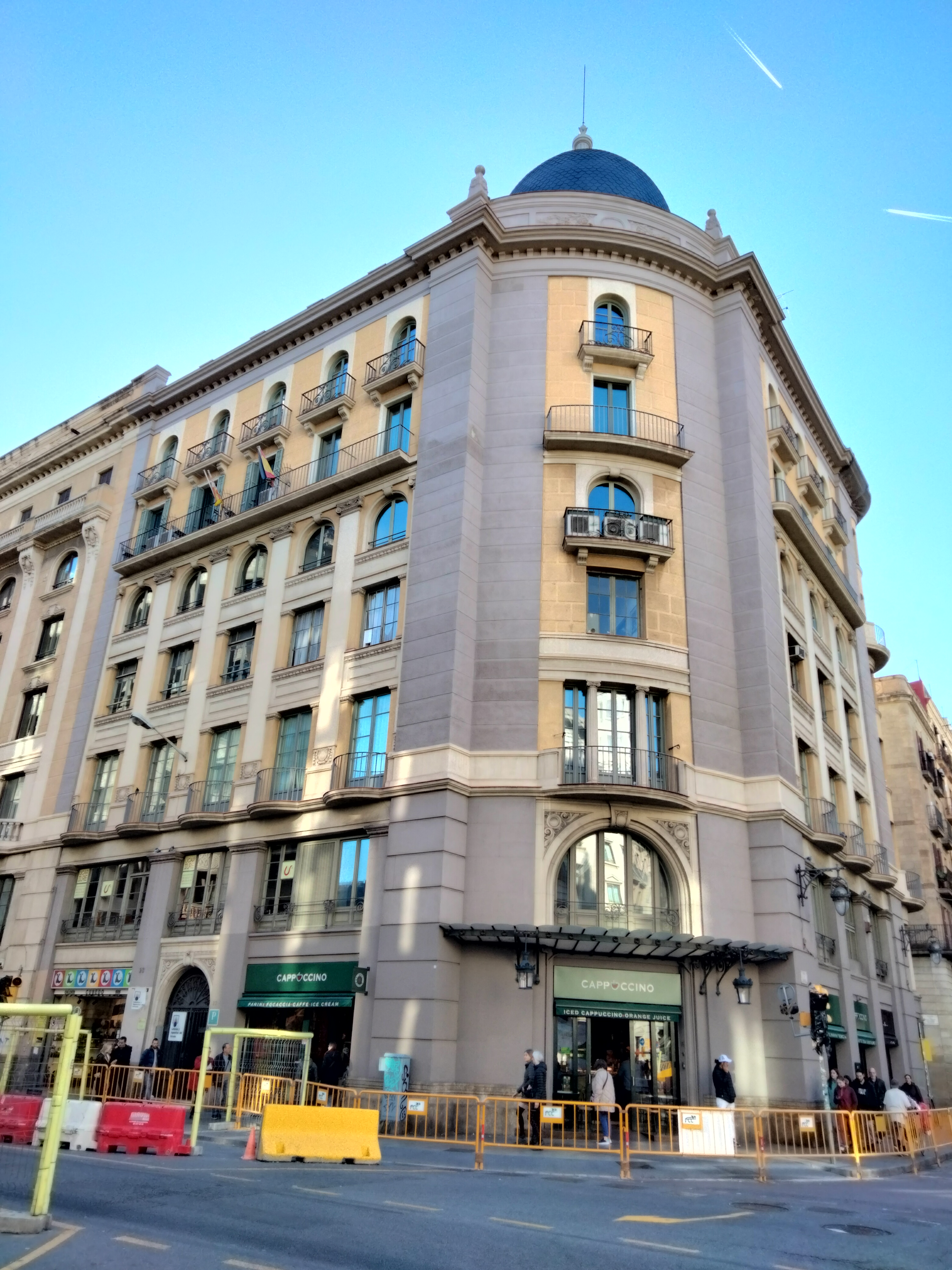
Cases Tomàs Recolons (núms. 19-23)
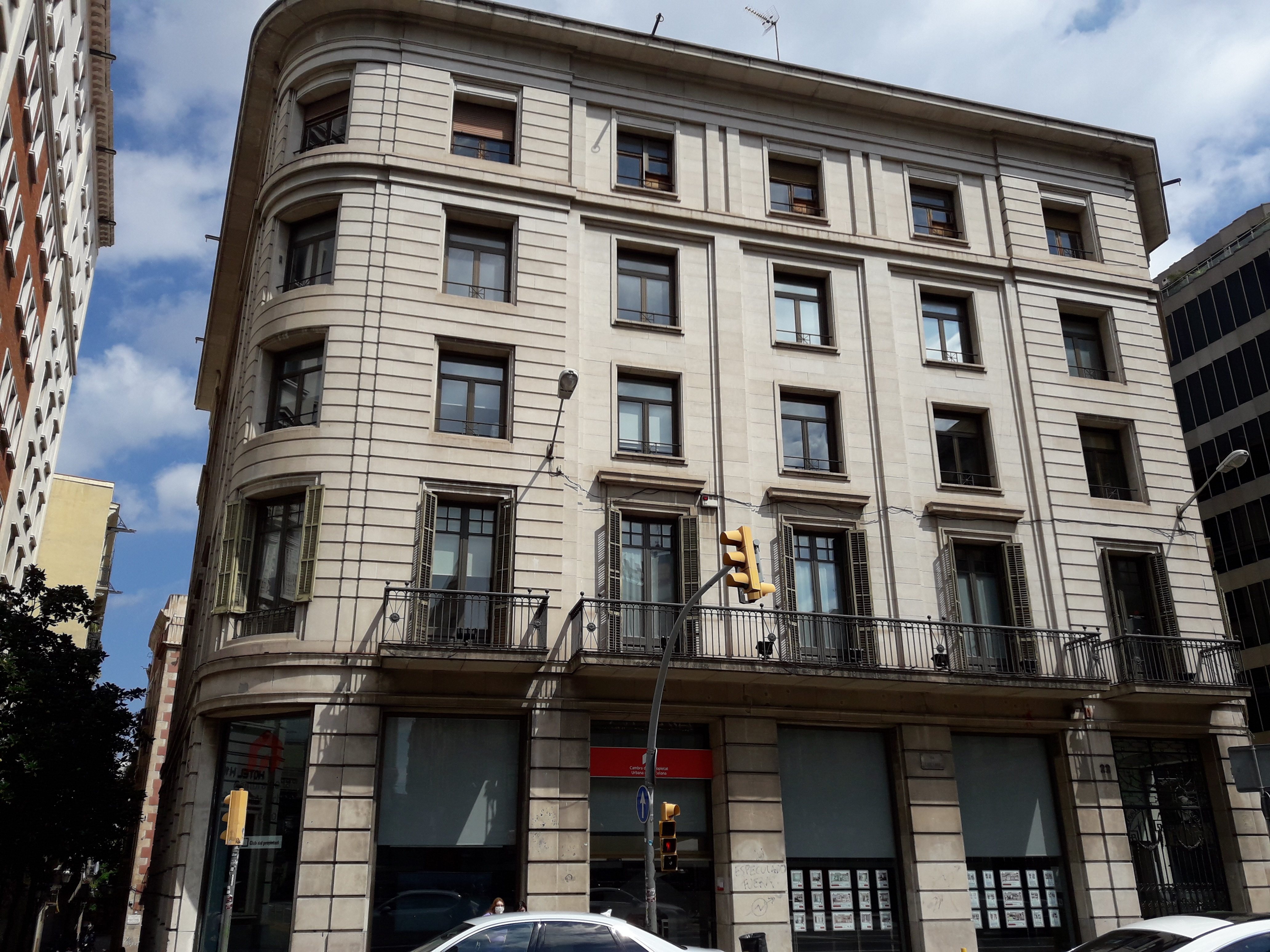
Cambra de la Propietat Urbana (núm. 22)
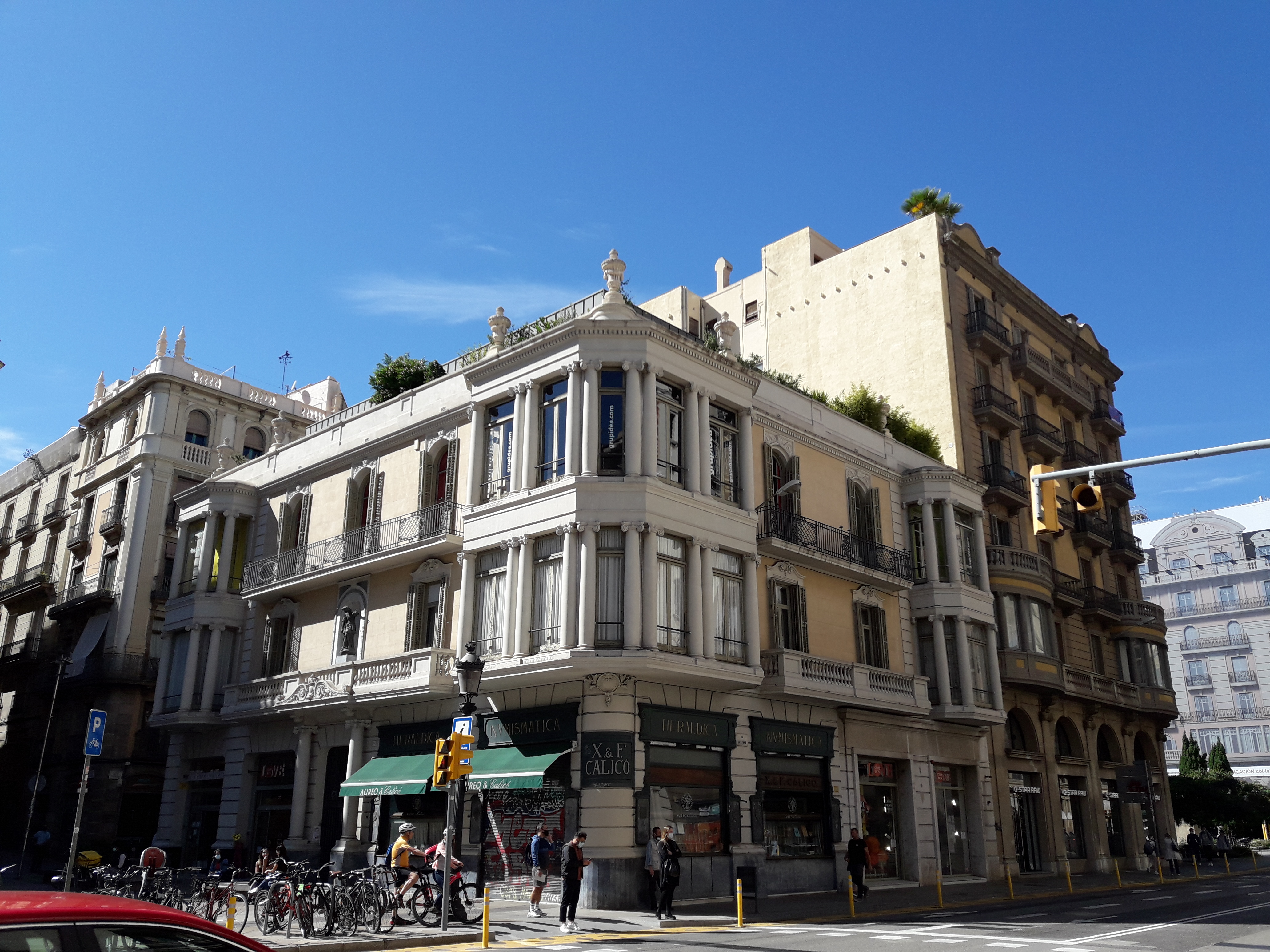
Casa Xavier Calicó (núm. 25)
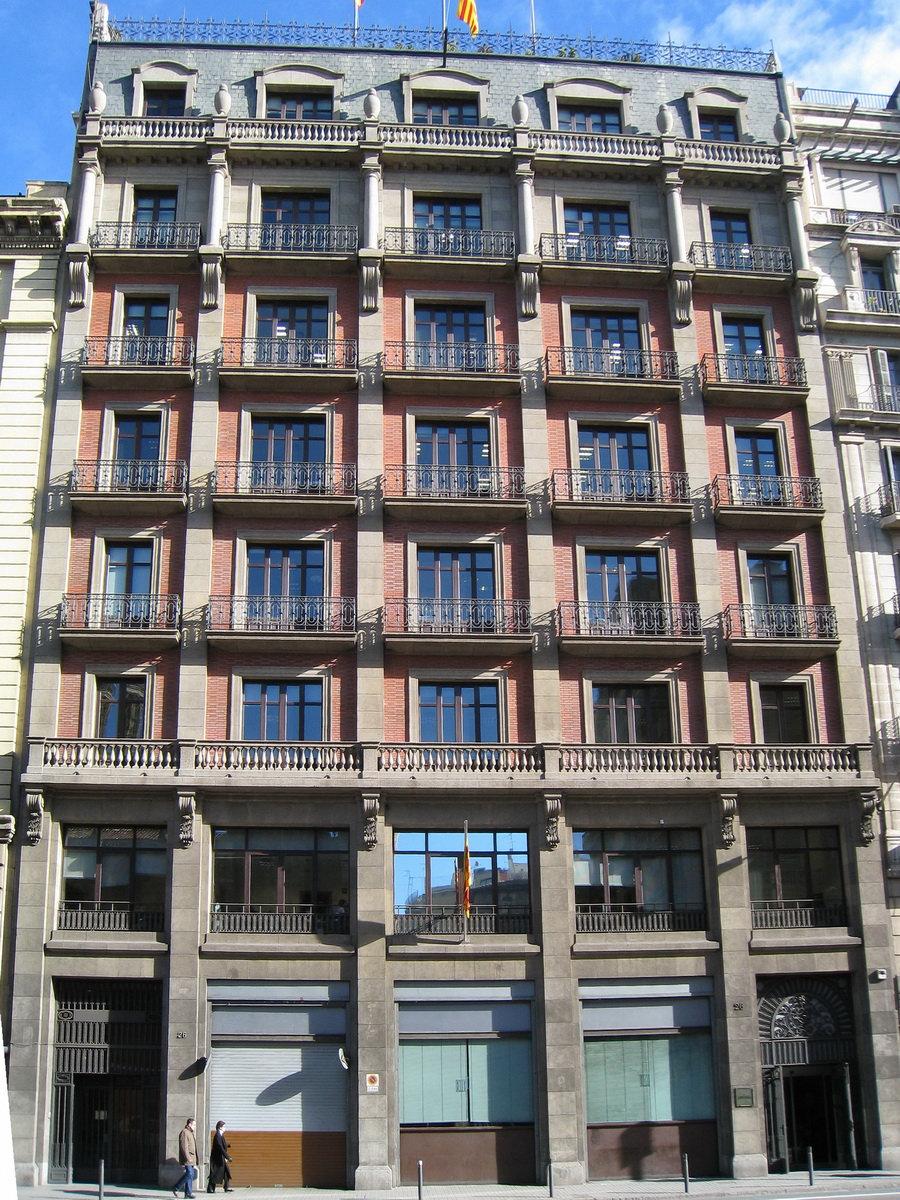
Casa Bartomeu Trias (núm. 26)
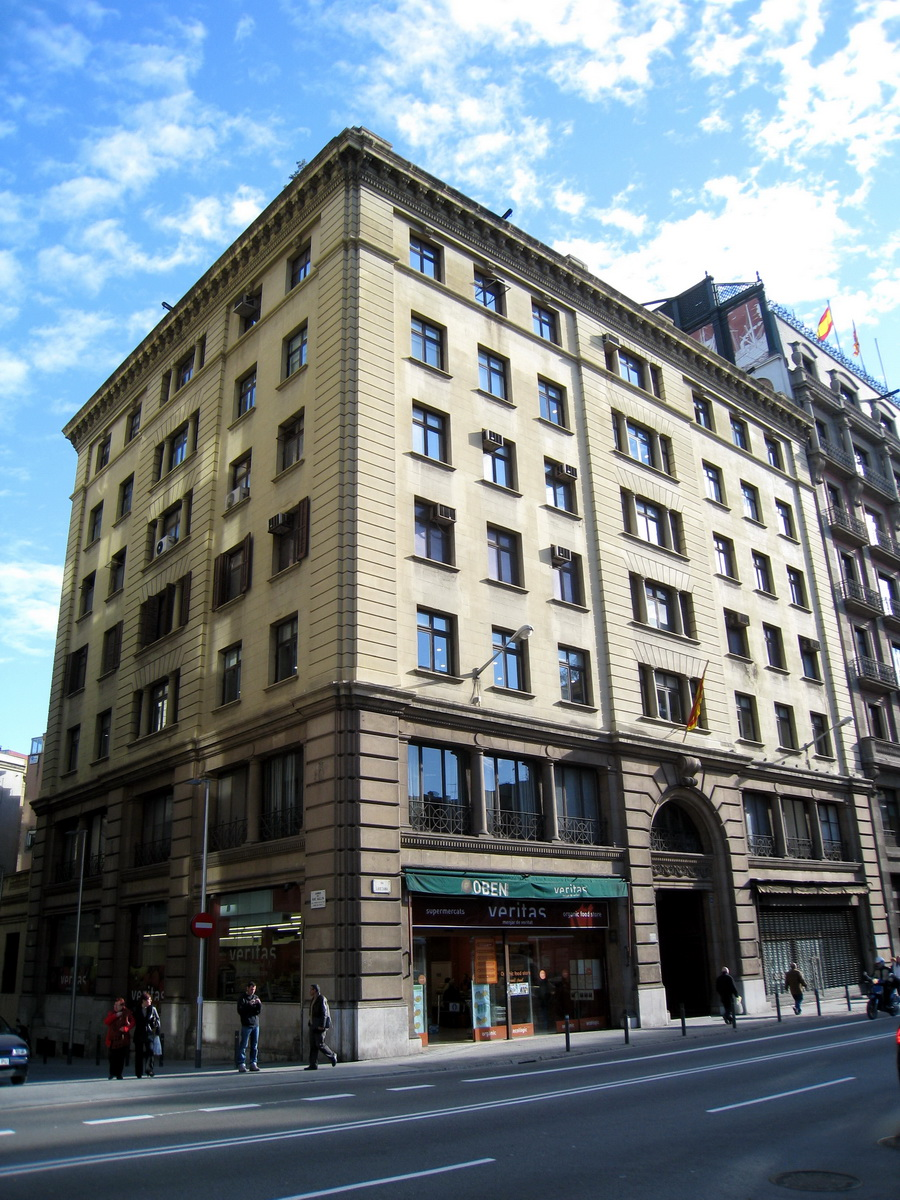
Immobiliària Catalana (núm. 28)
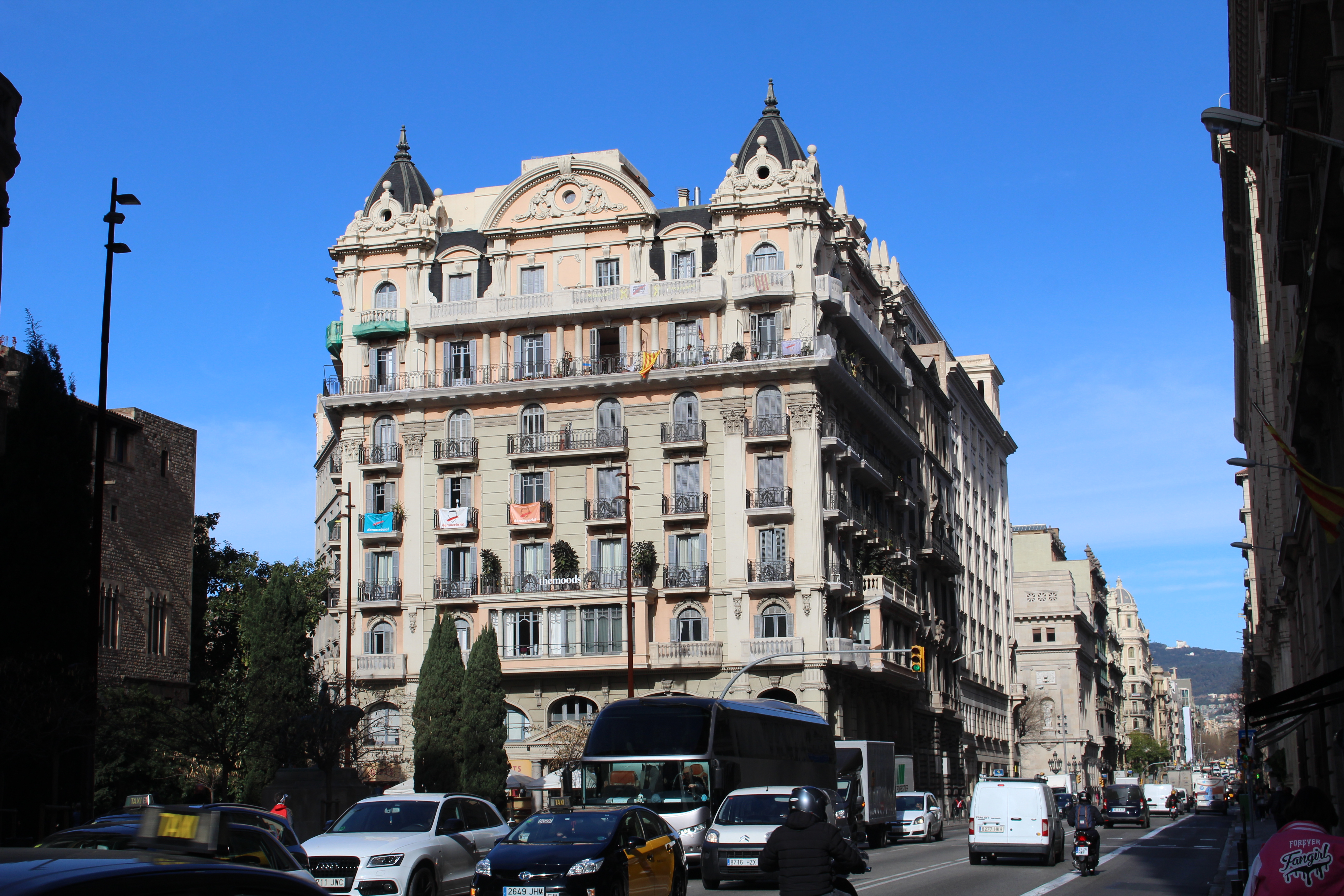
Casa Valentí Soler (núm. 29)
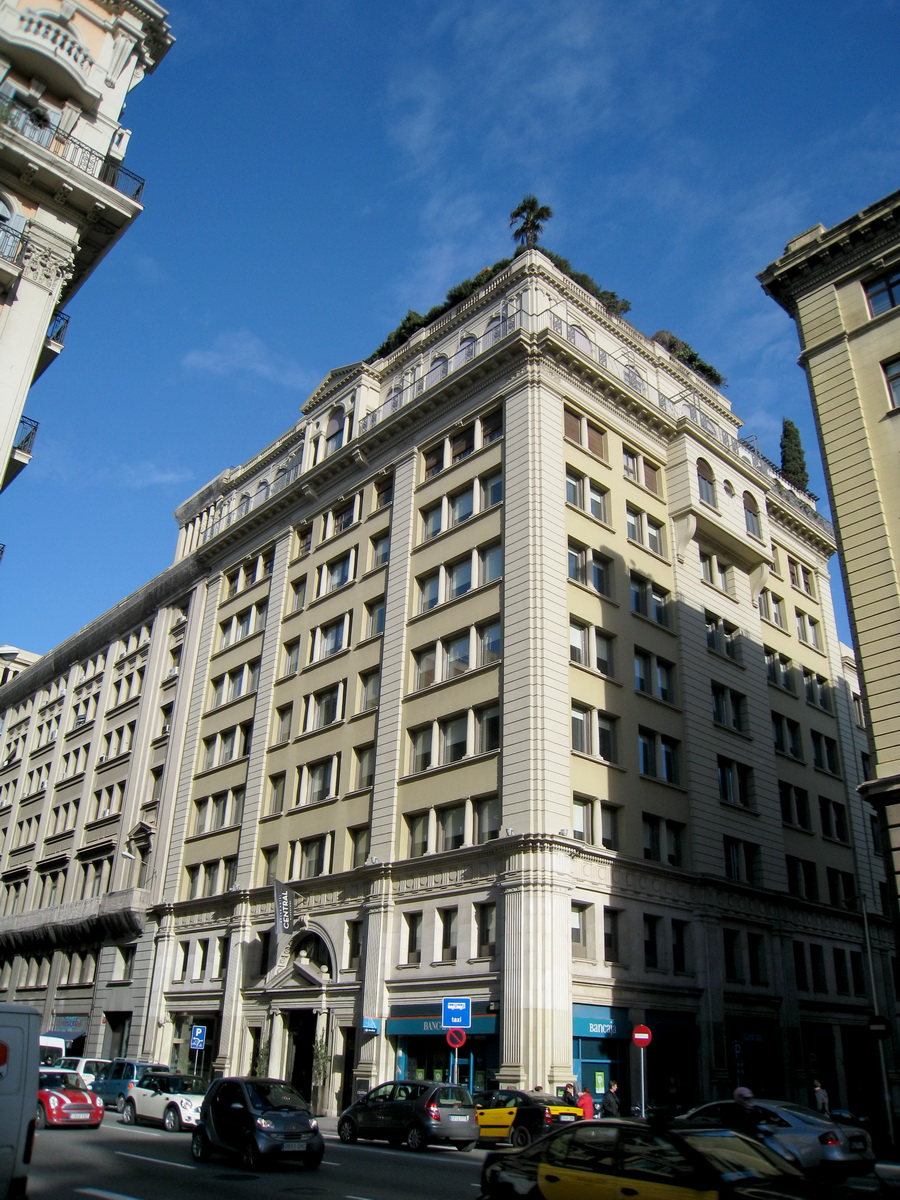
Casa Cambó (núm. 30)
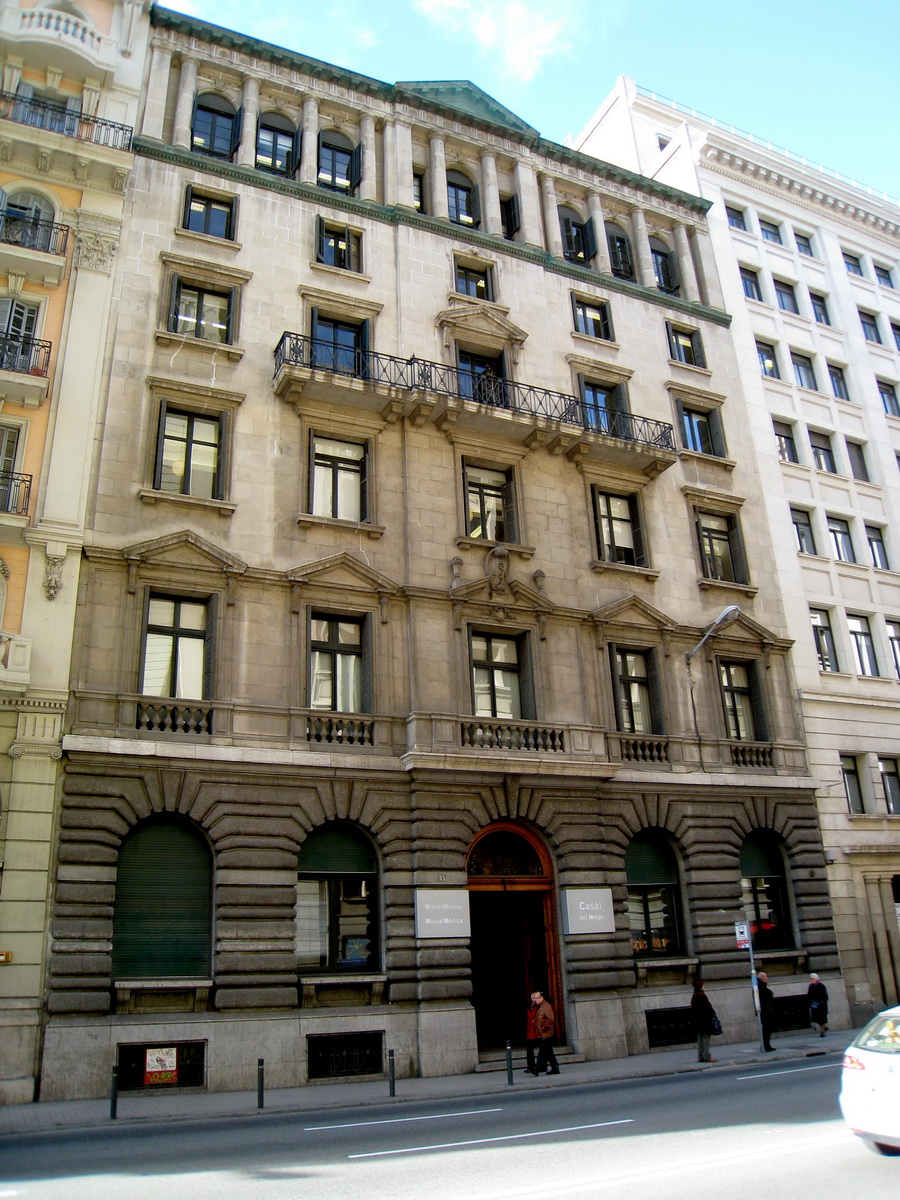
Casal del Metge (núm. 31)
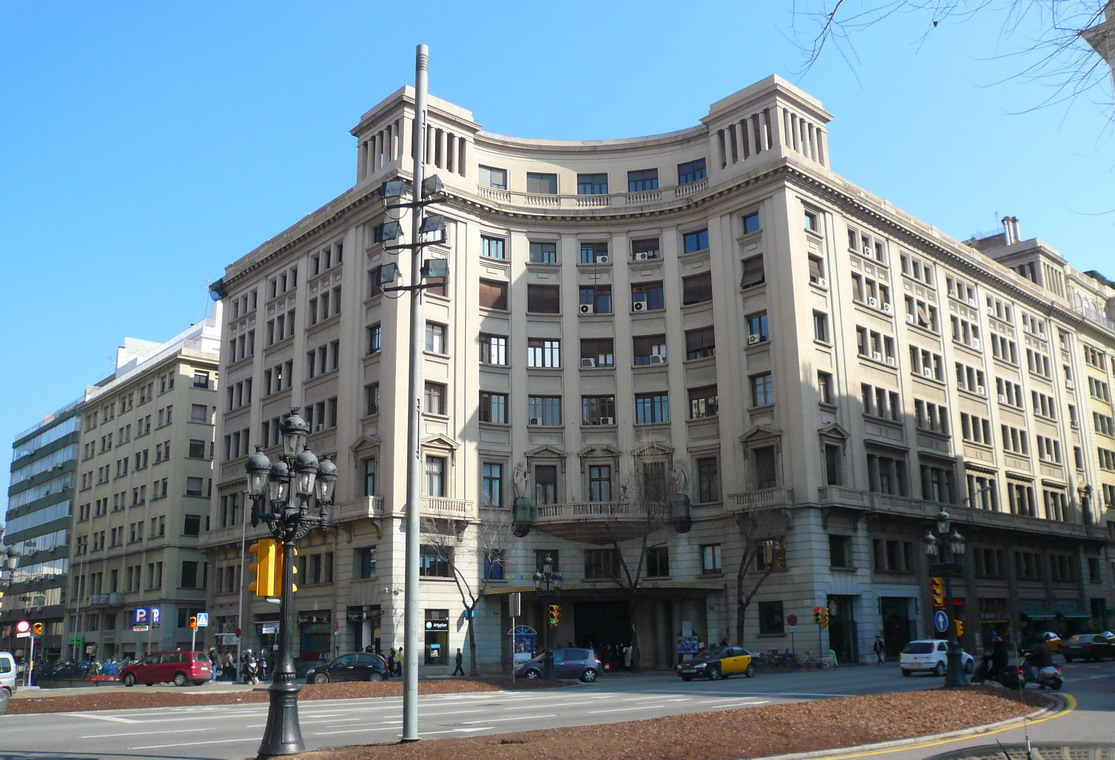
Foment del Treball (núm. 32)
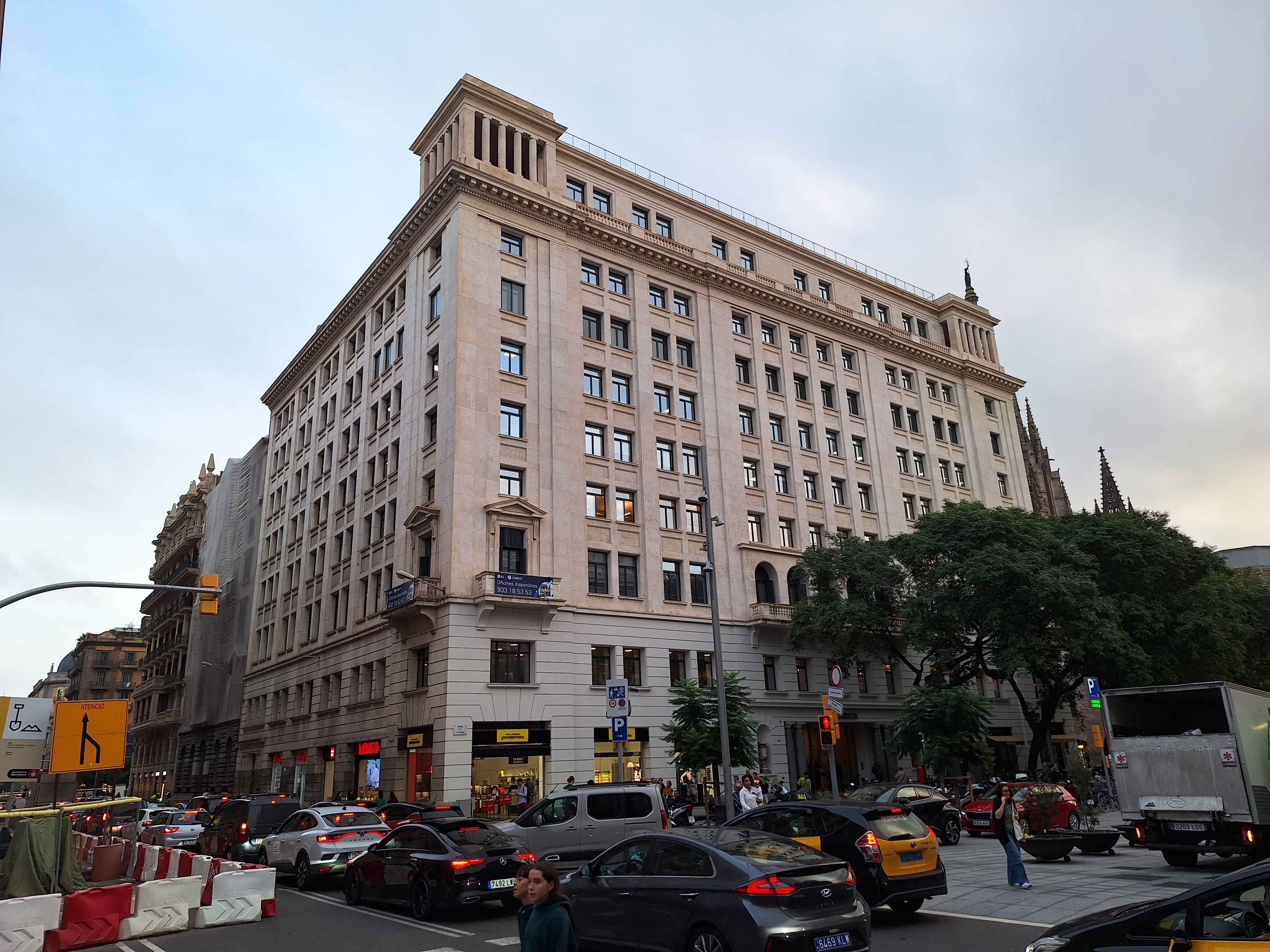
Hispania-Zurich (núm. 33)
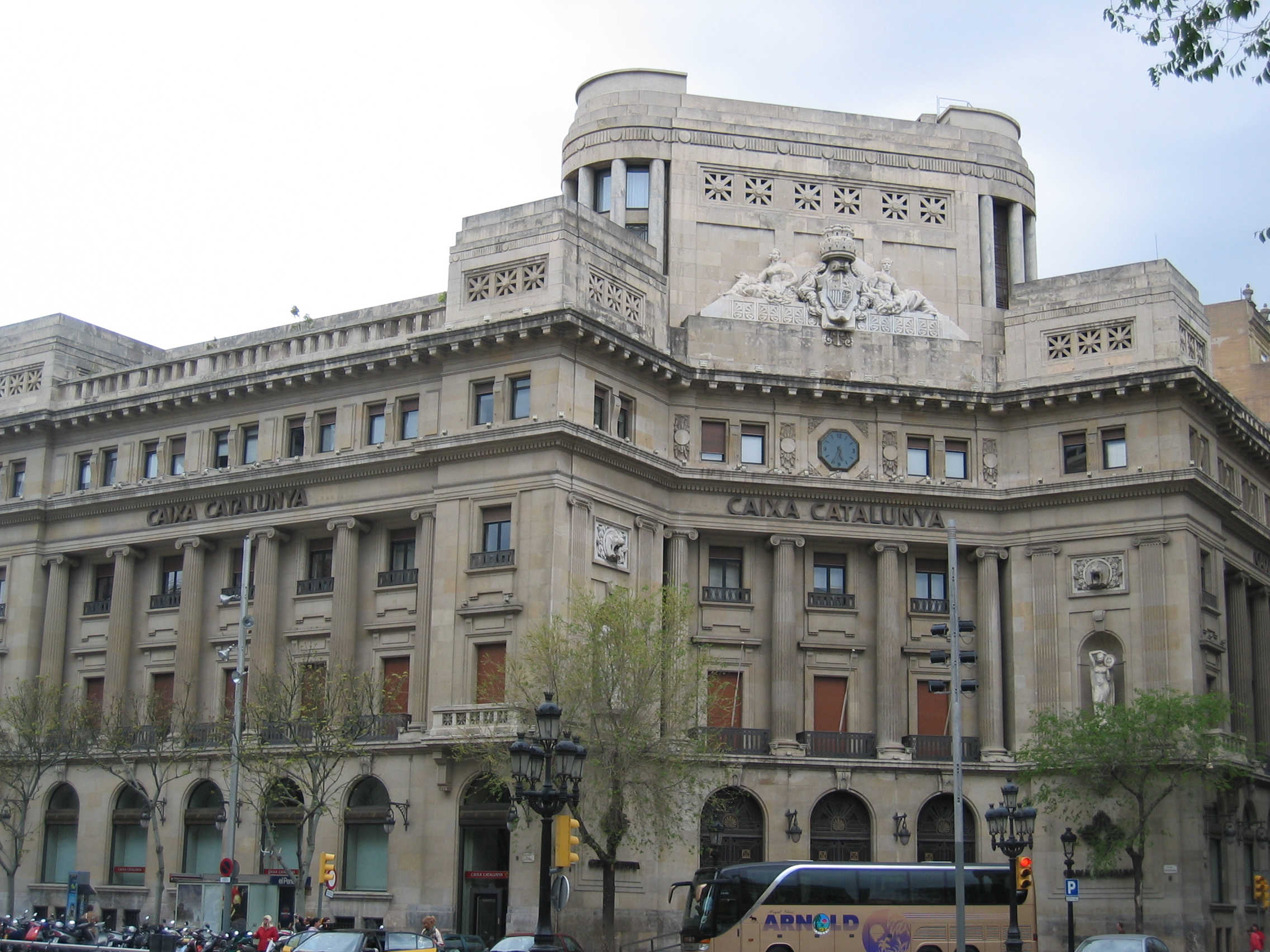
Caixa de Catalunya (núm. 35)
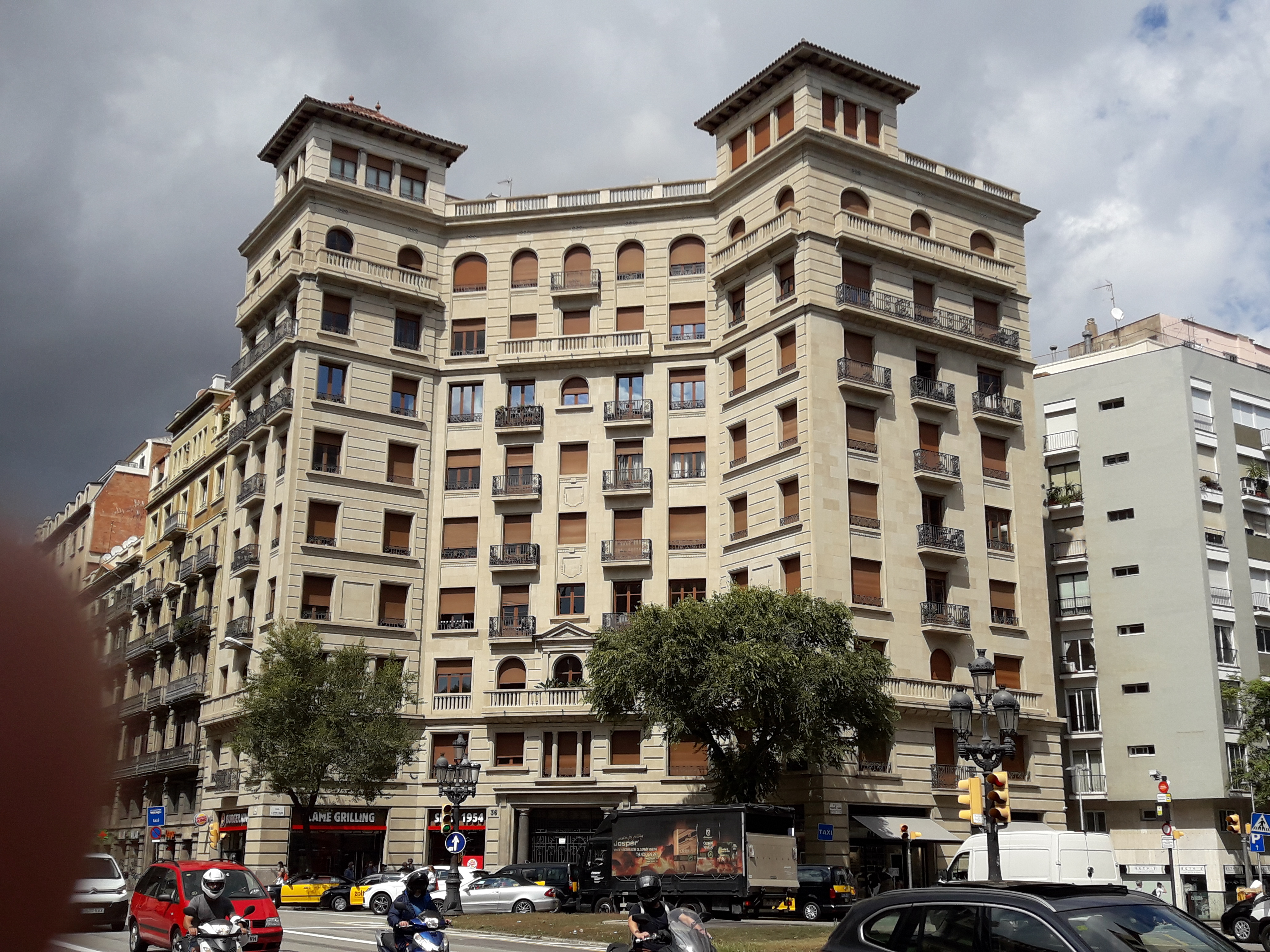
Casa Julià Marcilla (núm. 36)
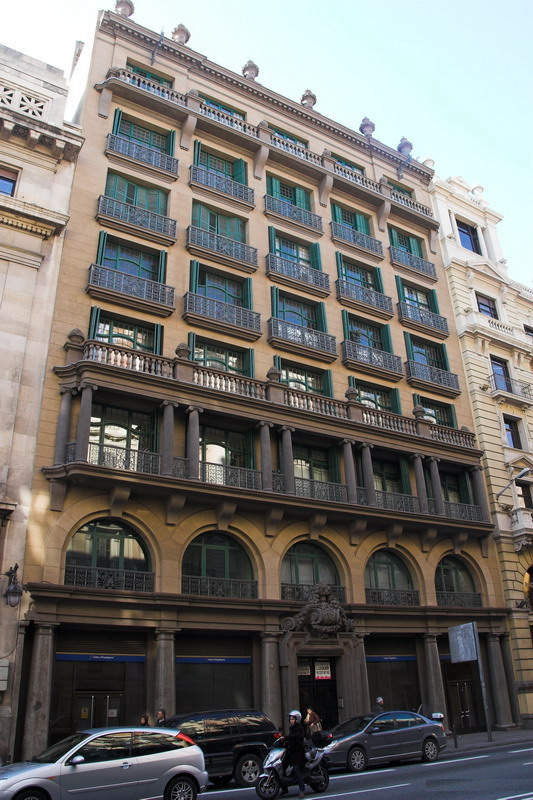
Casa Lluís Guarro (núm. 37)
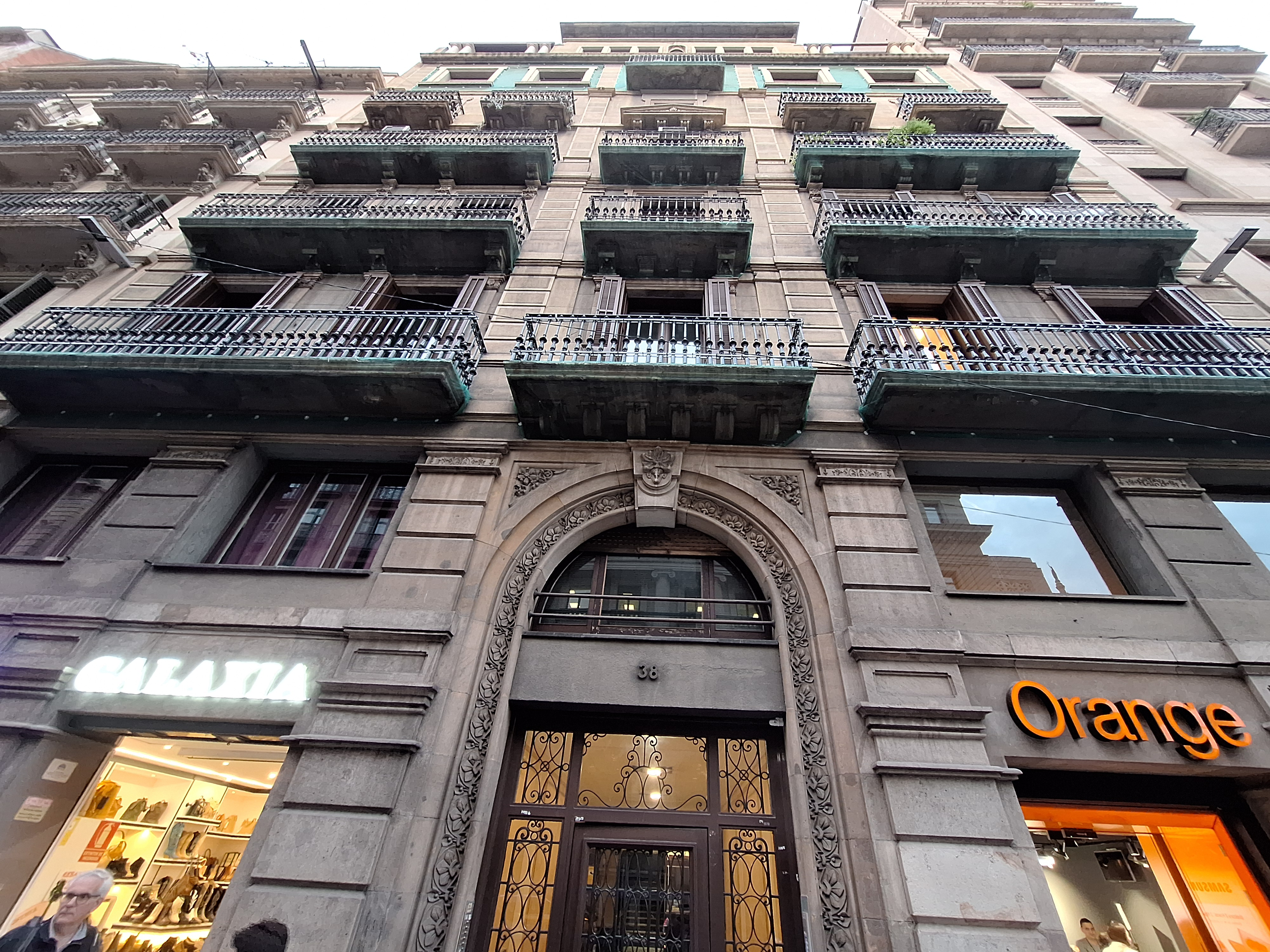
Cases Marcel·lí Girona (núms. 38-42)
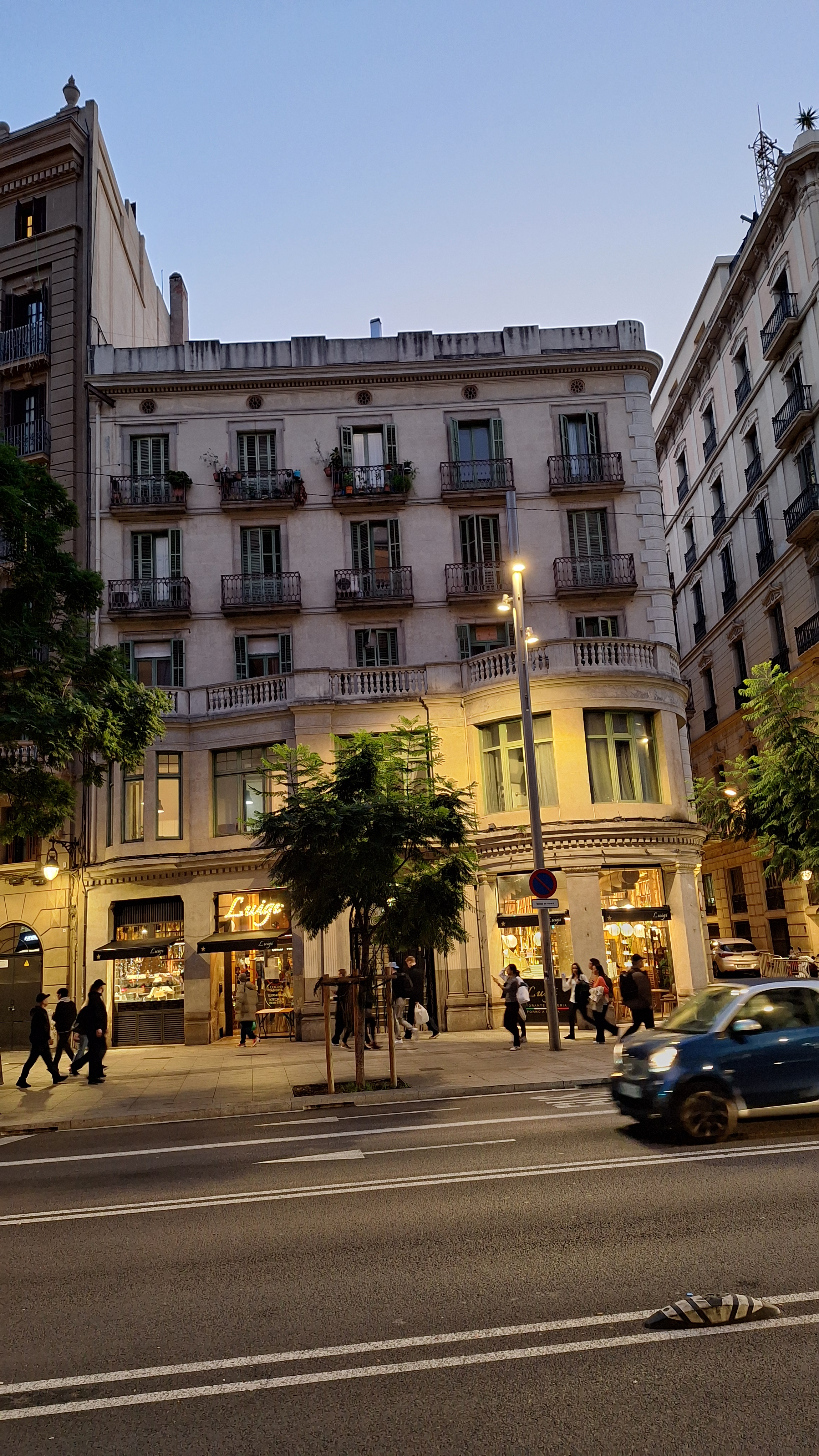
Casa Aleix Vidal-Quadras i Ramon (núm. 41)
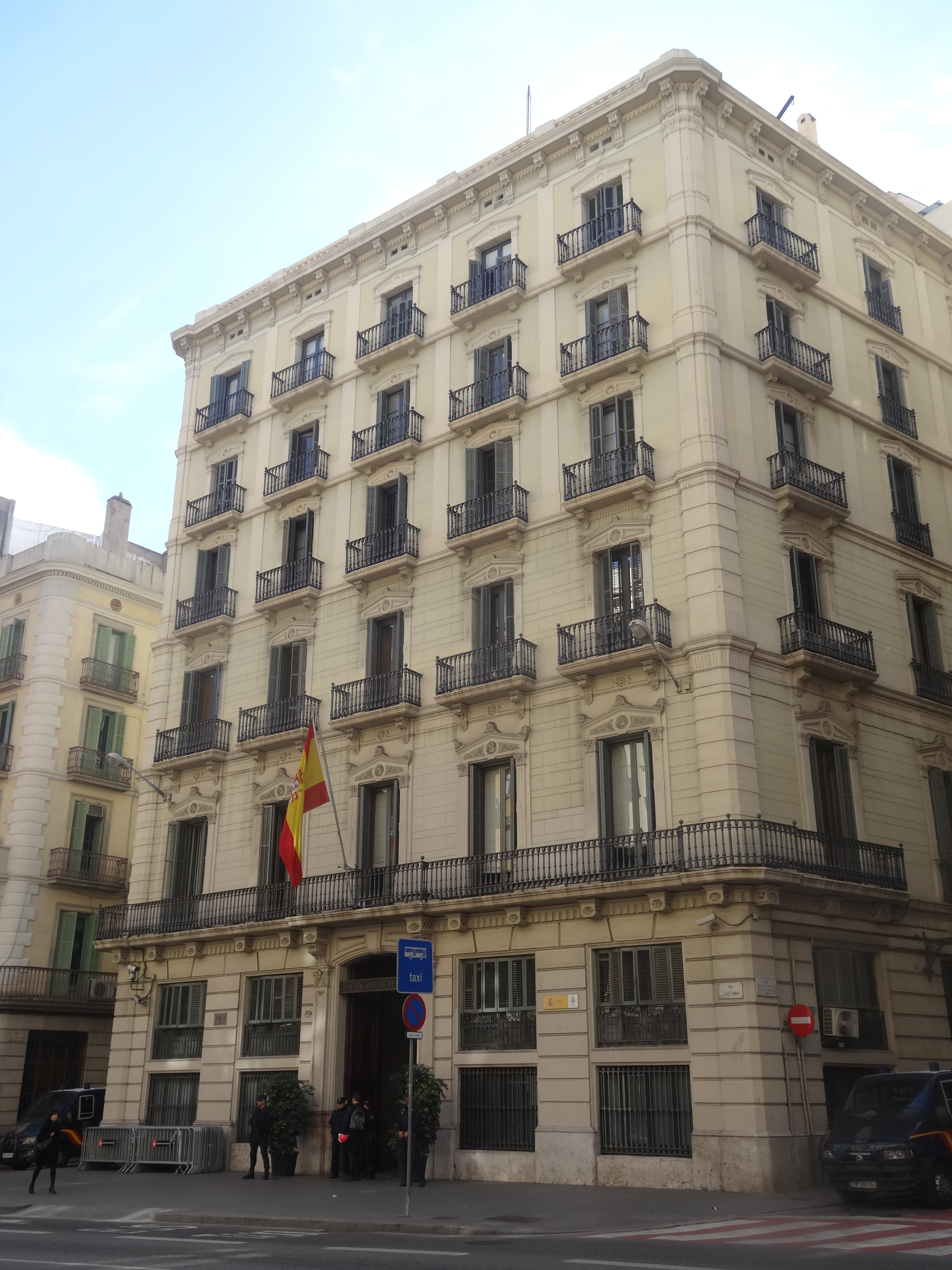
Prefectura Superior de Policia (núm. 43)
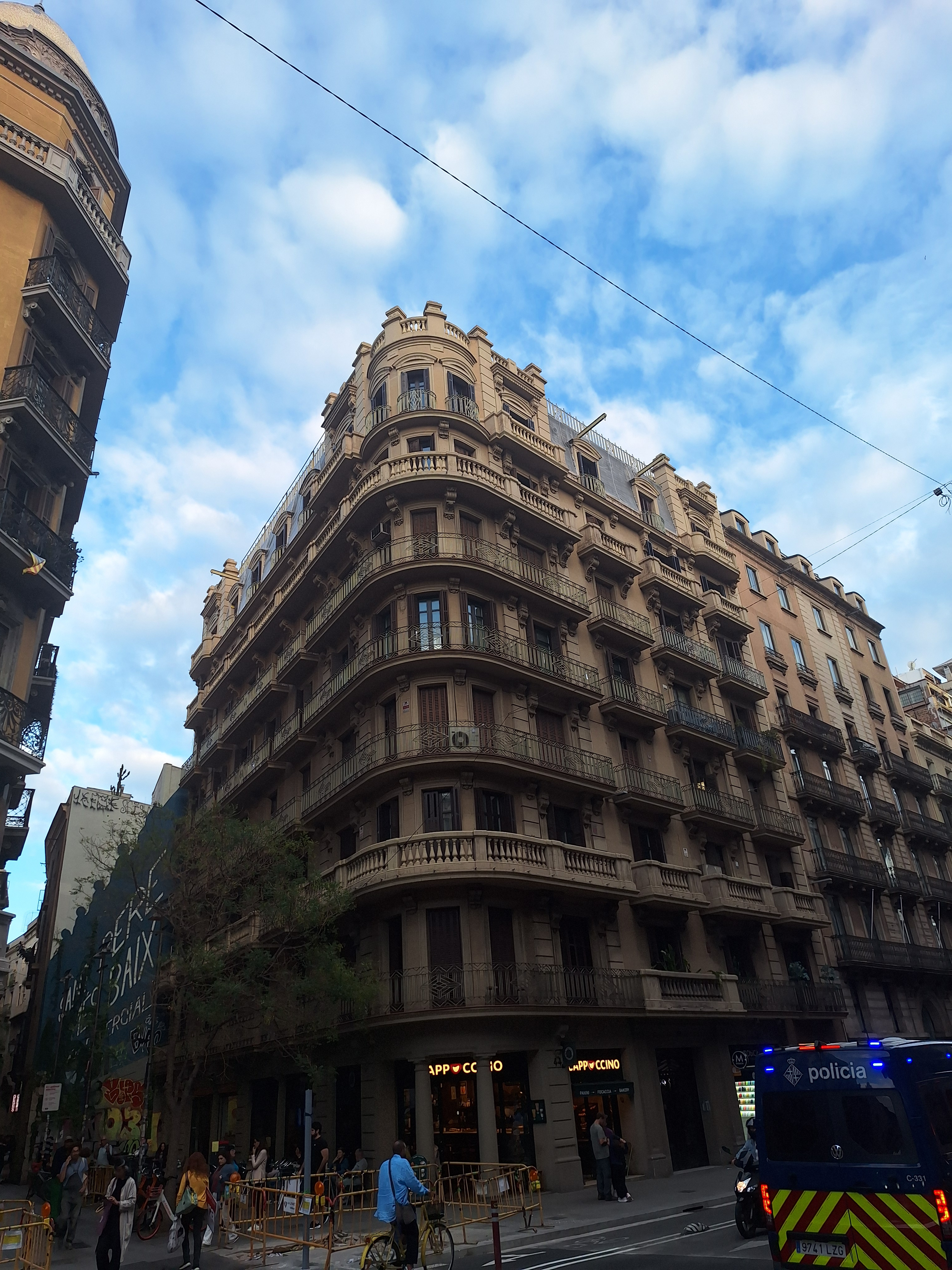
Casa Carles Ramon (núm. 44)
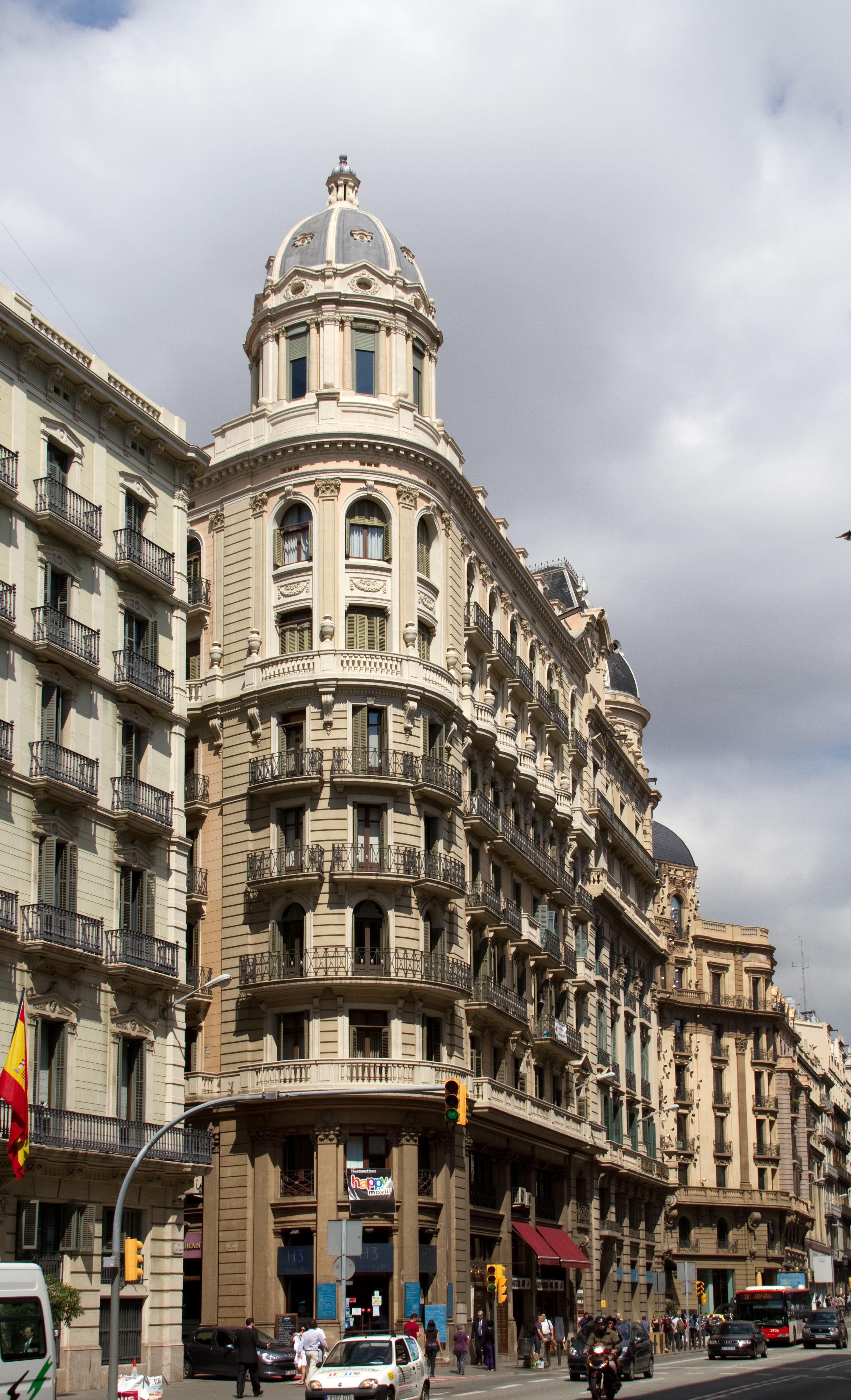
Casa Artur Suqué (núm. 45)
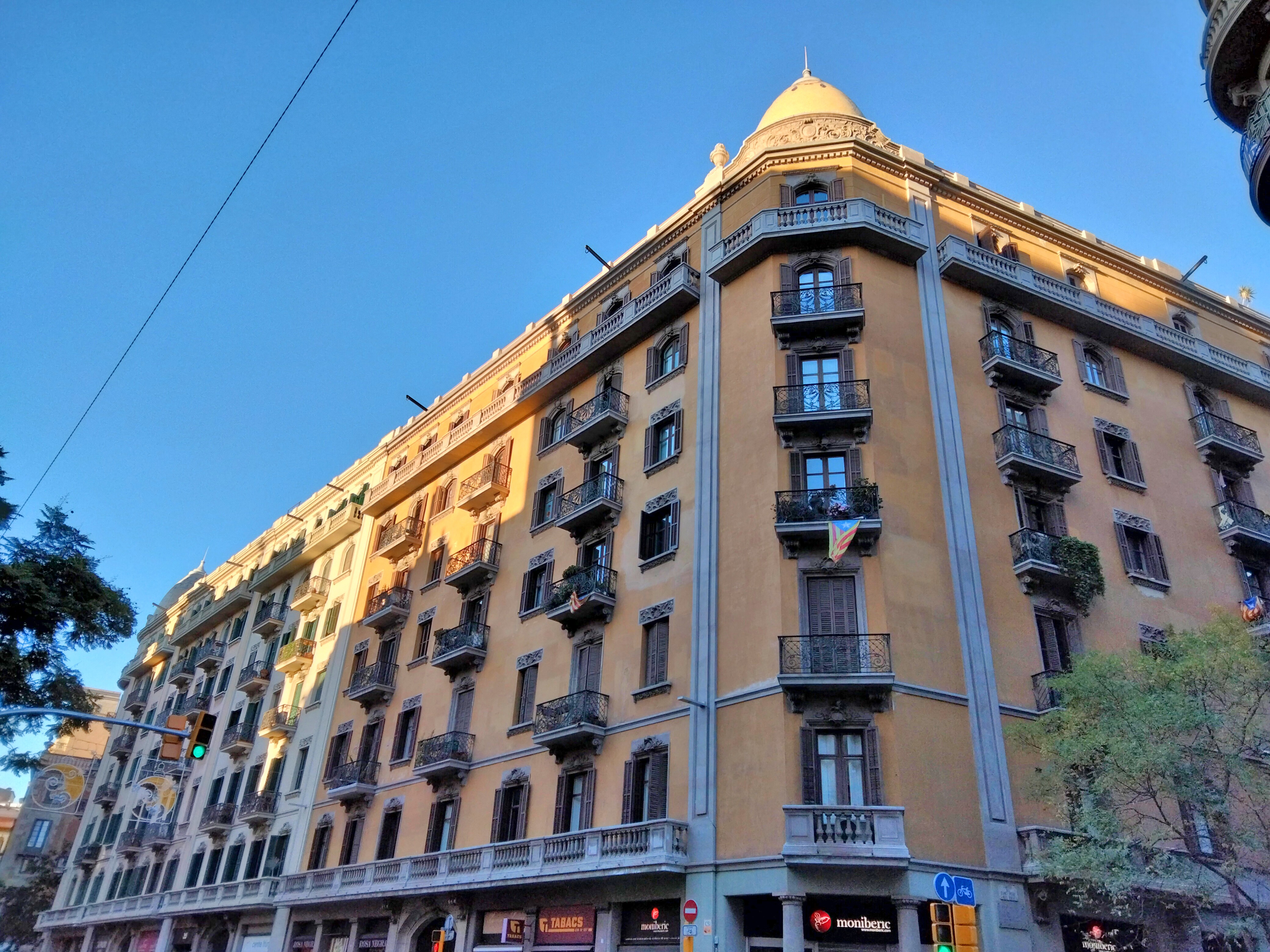
Cases Francesc Moragas (núms. 46-48)
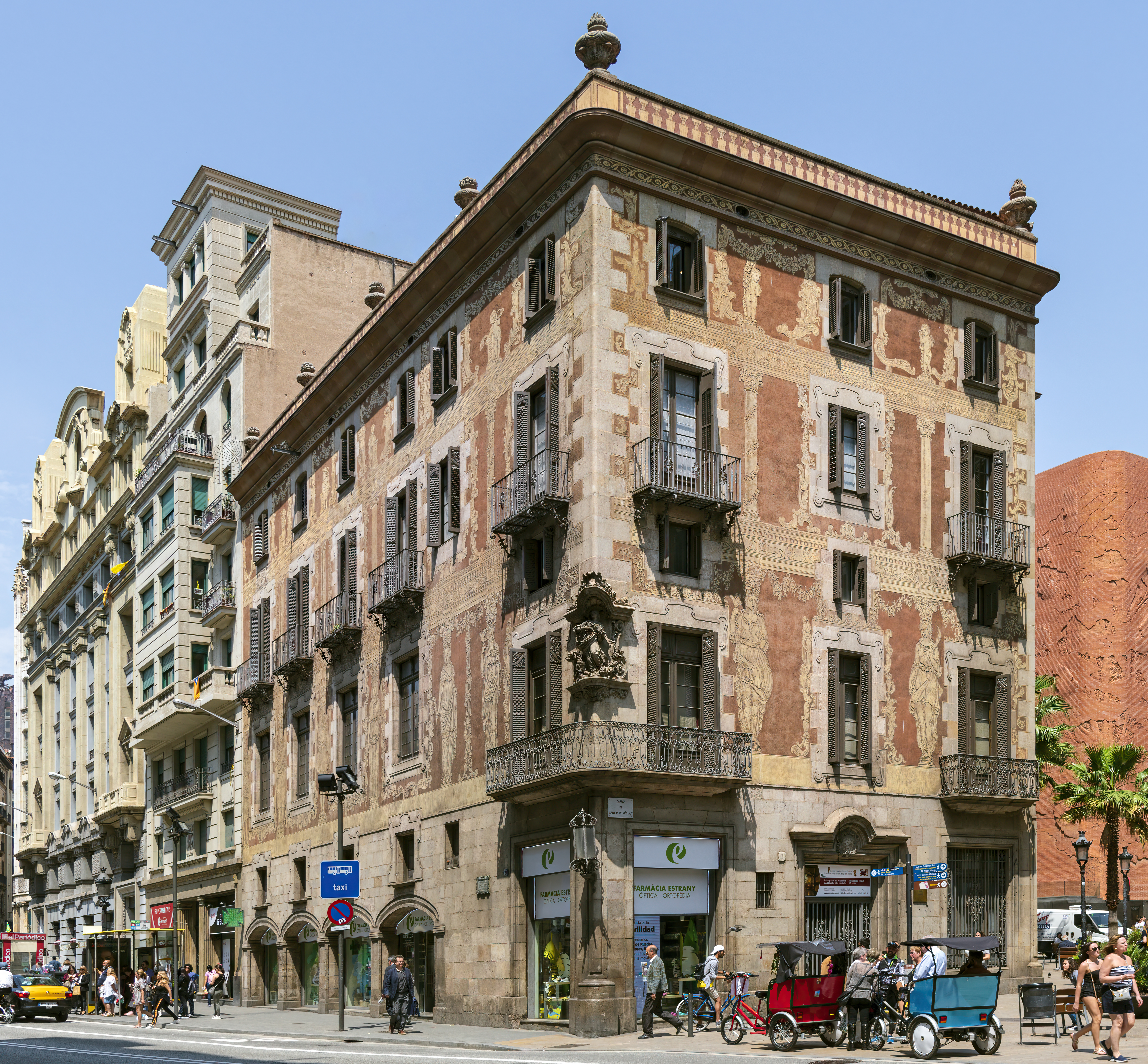
Casa del Gremi de Velers (núm. 50)
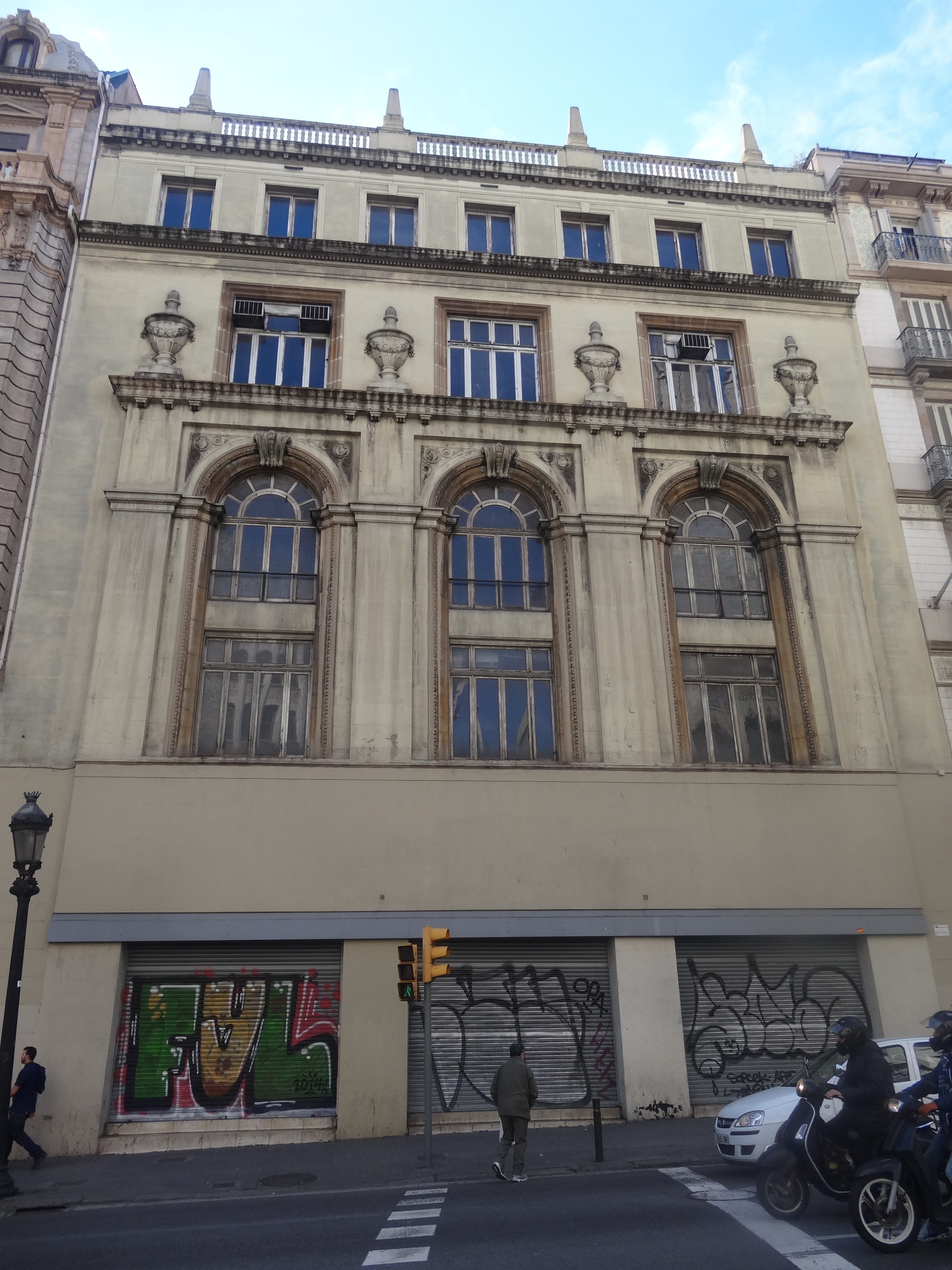
Palau del Cinema (núm. 53)
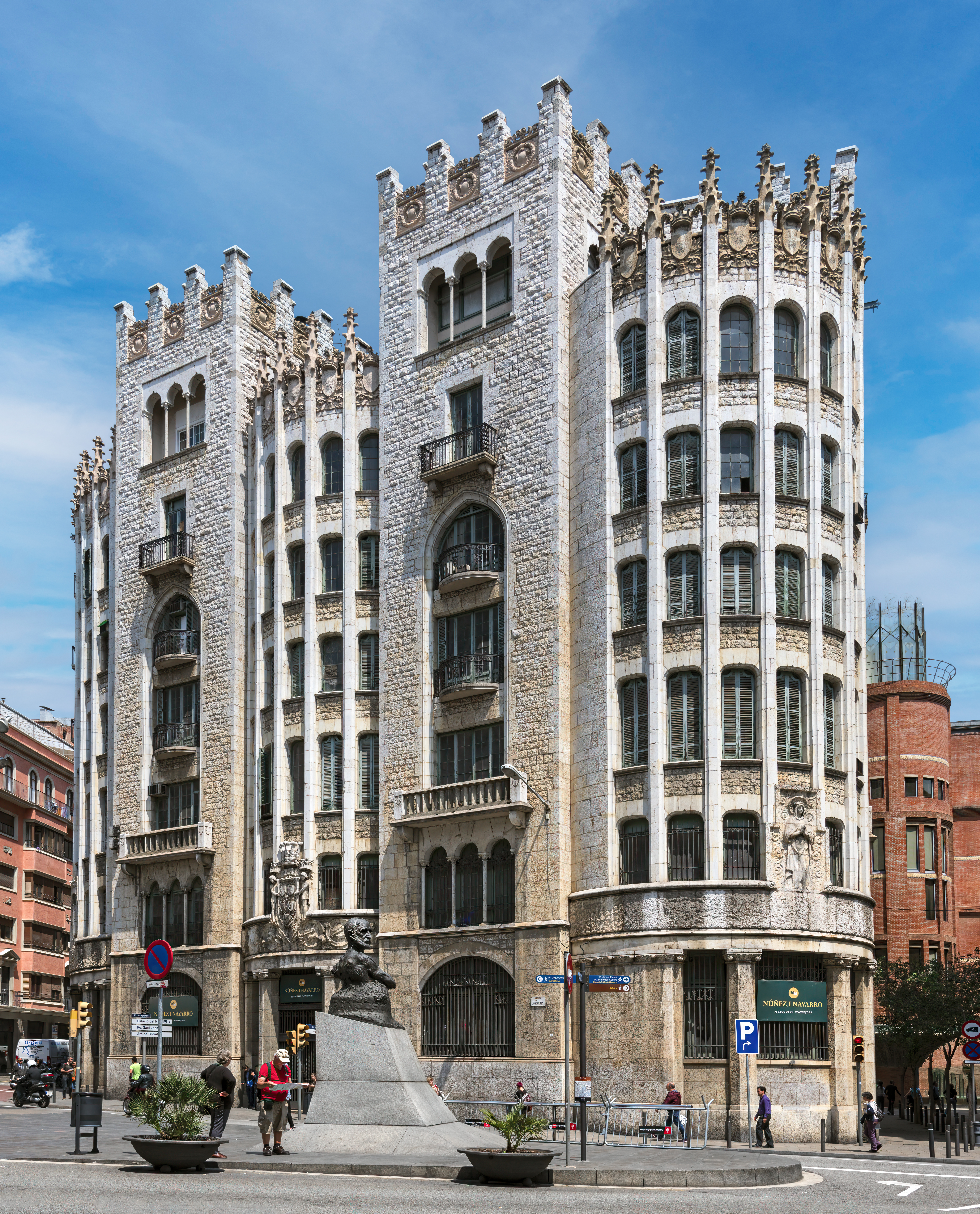
Casal de la Previsió (Jonqueres, 2)
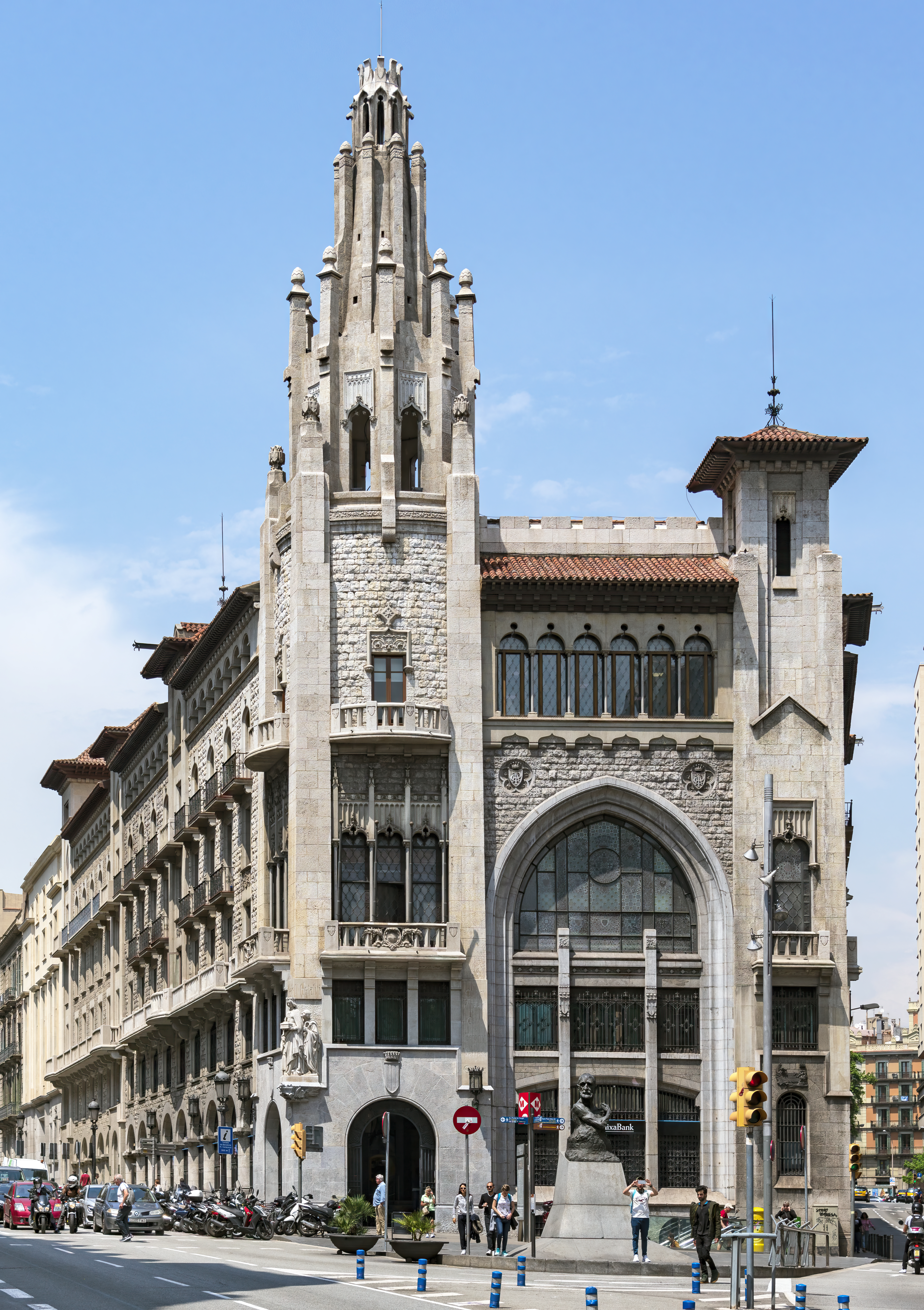
Casal de l'Estalvi (núms. 56-58)
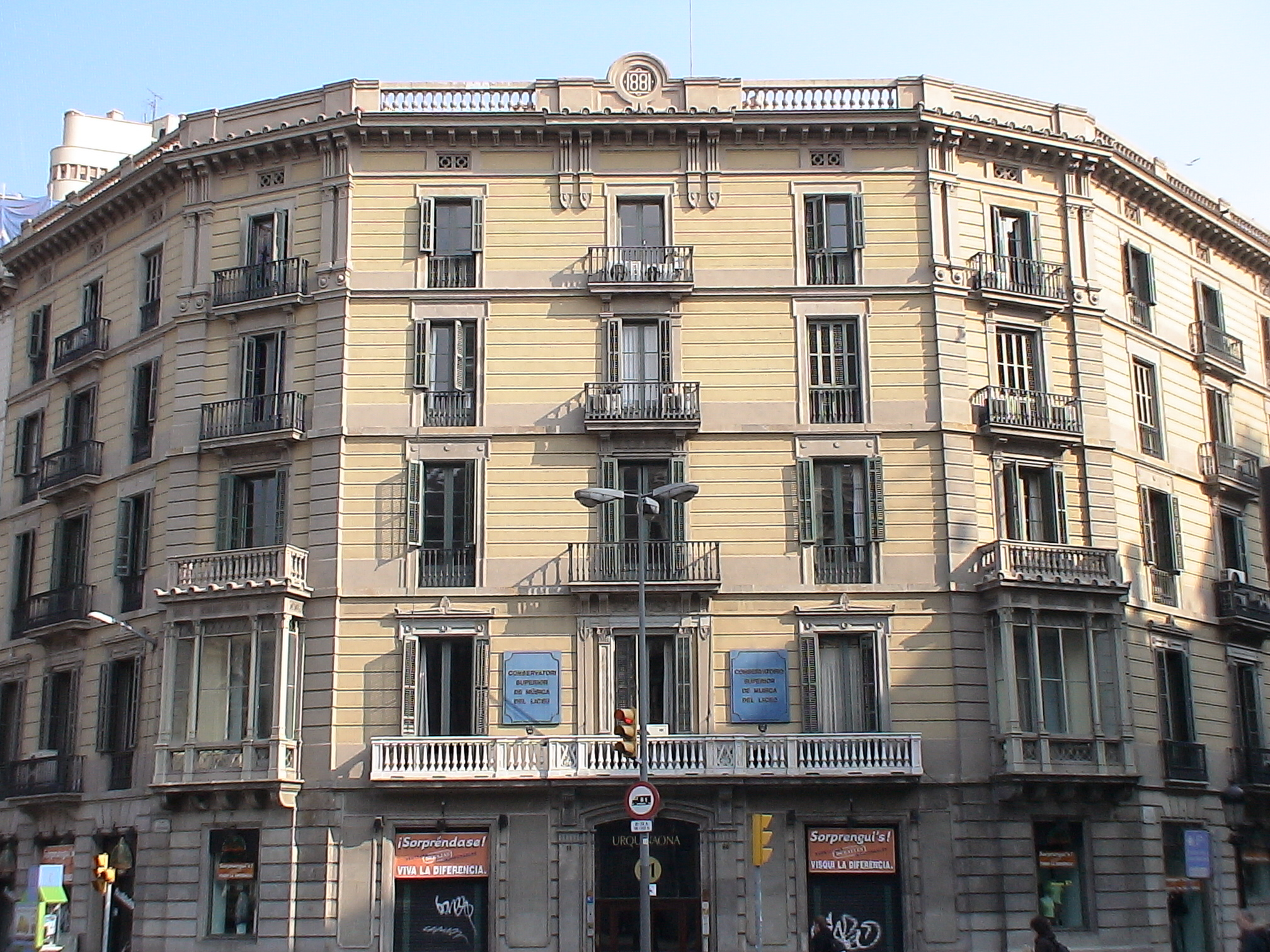
Casa Antoni Batlle (núm. 66)